# Annibale Carracci
(Annibale Carracci)
Annibale Carracci (Bologna, 3 novembre 1560 – Roma, 15 luglio 1609) è stato un pittore italiano.

Annibale Carracci pittore. Autografo di Annibale Carracci in calce ad una lettera del 1595, Archivio di Stato di Reggio Emilia

In antitesi con gli esiti ormai sterili del tardomanierismo, propose il recupero della grande tradizione della pittura italiana del Cinquecento, riuscendo in un'originale sintesi delle molteplici scuole del Rinascimento maturo: Raffaello, Michelangelo, Correggio, Tiziano e il Veronese sono tutti autori che ebbero notevole influsso sull'opera del Carracci. La riproposizione e, al tempo stesso, la modernizzazione di questa grande tradizione, unitamente al ritorno dell'imitazione del vero, sono i fondamenti della sua arte. Con Caravaggio e Rubens, pose le basi per la nascita della pittura barocca, di cui fu uno dei padri nobili.
Di fondamentale importanza nello sviluppo della sua carriera furono i rapporti con il cugino Ludovico e il fratello Agostino – entrambi dotatissimi pittori – con i quali, agli esordi, tenne bottega comune e con cui collaborò, a più riprese, anche in seguito.

## Biografia

### Gli esordi bolognesi

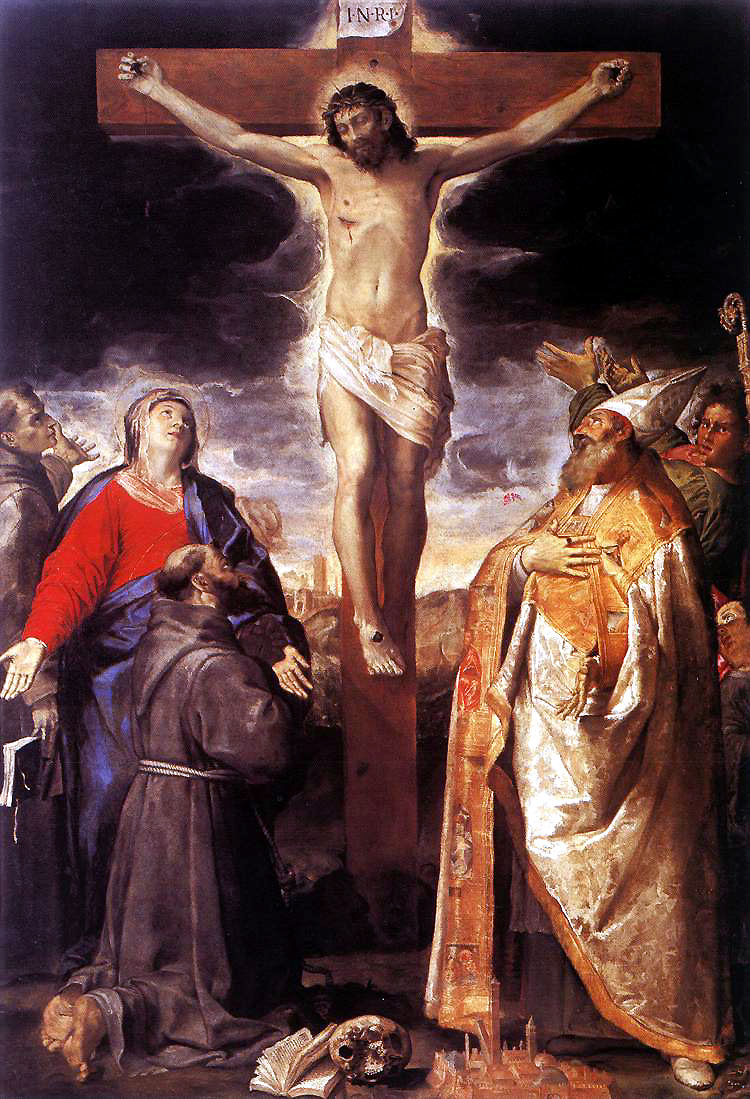
Annibale Carracci, Crocifissione e santi, 1583, Bologna, chiesa di Santa Maria della Carità

Annibale Carracci nacque da Antonio, sarto cremonese, trasferitosi a Bologna col fratello Vincenzo, di professione beccaio e padre di Ludovico Caracci.
Nulla è noto circa la formazione iniziale di Annibale, anche se, in alternativa alla diffusa opinione che lo vuole allievo del cugino Ludovico, è possibile che essa sia avvenuta al di fuori della cerchia familiare. Infatti, l'avvio della collaborazione con Ludovico (e Agostino), risale all'inizio degli anni Ottanta del Cinquecento, quando Annibale, quindi, è già più che ventenne e ottiene (nel 1583) una rilevante commissione pubblica, improbabile per un quasi esordiente. Appare allora ipotizzabile che - prima di metter su bottega con il cugino e il fratello - il più giovane dei Carracci possa aver compiuto il suo primo apprendistato presso altri maestri, ma questa ipotesi, ad oggi, non è comprovata da alcun documento.
La prima opera certa di Annibale Carracci è una pala d'altare raffigurante la Crocifissione e santi  dipinta per la chiesa bolognese di San Nicolò (e attualmente nella chiesa di Santa Maria della Carità), che risale appunto al 1583. Non è la sua prima opera in assoluto e fu oggetto di vivaci critiche da parte dell'ambiente artistico bolognese per il realismo e la semplicità con cui Annibale raffigurò la Passione di Cristo.

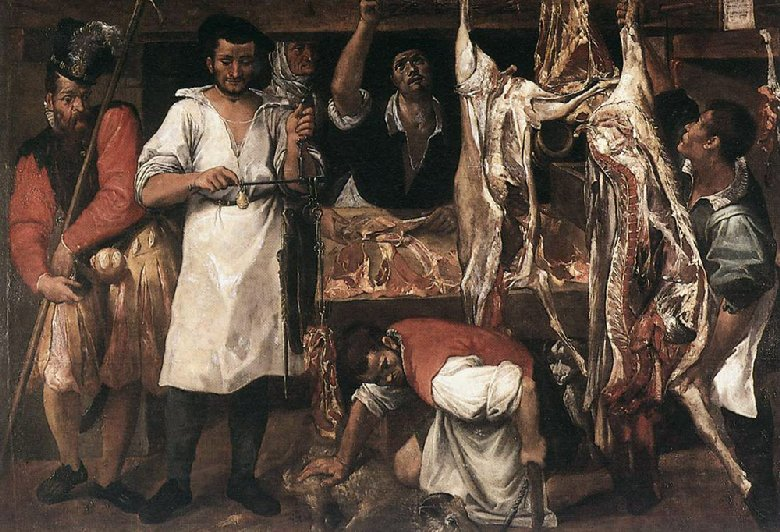
Annibale Carracci, Grande Macelleria, 1585 circa, Oxford, Christ Church Picture Gallery

La storiografia moderna, invece, osserva già in questa prima opera pubblica il rifiuto delle convenzioni del tardomanierismo da parte del giovane pittore e un primo tentativo di ritorno al vero.
A questa prima attività di Annibale risalgono alcuni dipinti di genere, come la Grande macelleria, oggi nella Christ Church Picture Gallery. La tematica non è, di per sé, una novità: opere di soggetto analogo sono infatti presenti sia in dipinti di scuola fiamminga (come, ad esempio, in quelli di Joachim Beuckelaer), sia in dipinti di scuola italiana, come in quelli di Bartolomeo Passerotti (bolognese come Annibale).
La novità della Grande macelleria di Annibale risiede, invece, nella sobria raffigurazione del lavoro di una bottega. Contrariamente a quanto avveniva in molte opere fiamminghe e italiane più o meno coeve e di soggetto analogo, Annibale non ha dipinto i personaggi con fattezze grottesche e in pose triviali, egli ha preferito raffigurare la dignità dei lavoratori di questa macelleria, mostrando tra l'altro un particolare interesse per il dato naturale.
A questo periodo, forse appartiene anche un altro dipinto di genere: il celebre Mangiafagioli (Roma, Palazzo Colonna) che, forse, raffigura Zanni, nota maschera della Commedia dell'arte.

### Il sodalizio con Ludovico e Agostino e l'Accademia degli Incamminati

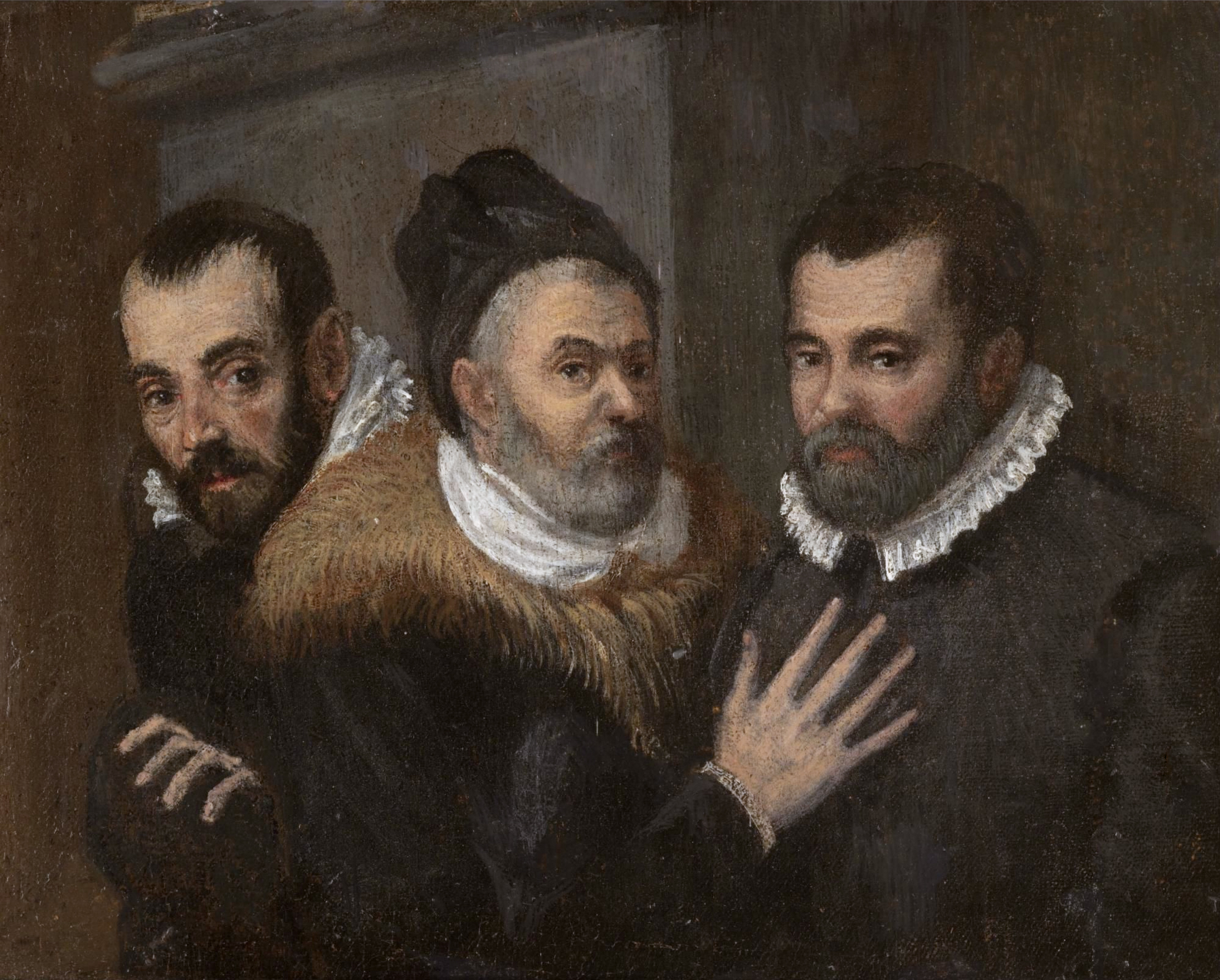
Scuola Bolognese, Annibale, Agostino e Ludovico Carracci, XVII secolo, collezione privata

L'esordio di Annibale Carracci sulla scena artistica è strettamente connesso all'attività del fratello Agostino e del cugino Ludovico. Insieme, nei primi anni Ottanta del Cinquecento, i tre cugini diedero vita ad una scuola chiamata dapprima Accademia dei Desiderosi e successivamente Accademia degli Incamminati.
L'accademia dei tre giovani cugini, allora ancora agli inizi delle rispettive carriere, non va paragonata alle accademie ufficiali, come ad esempio la celebre Accademia del Disegno a Firenze. Si trattava piuttosto di una scuola/bottega privata, verosimilmente guidata da Ludovico, il più anziano dei Carracci, dove – diversamente da quanto avveniva nelle vere e proprie accademie, allora legate ai canoni pittorici tardomanieristi – si promuoveva l'imitazione della realtà e gli allievi erano incoraggiati ad osservare e studiare le opere dei grandi del Rinascimento in modo nuovo, senza la ripetizione di formule di maniera ormai prive di potenzialità creative.
L'Accademia degli Incamminati fu peraltro una rilevantissima fucina di talenti: alcuni dei migliori pittori italiani del primo Seicento vantarono un apprendistato presso i cugini Carracci.
La carriera di Annibale Carracci fu significativamente legata al rapporto con il fratello e il cugino. Infatti, oltre alla produzione artistica personale, Annibale collaborò, a più riprese, con i parenti in opere collettive. 
La prima di queste, nel 1584, è la decorazione ad affresco di Palazzo Fava, a Bologna. Secondo quanto riferito dalle fonti – e in particolare da Carlo Cesare Malvasia nel suo libro Felsina Pittrice – questa commissione sarebbe stata affidata ai tre Carracci grazie all'intermediazione del padre di Annibale e Agostino, che era uomo di fiducia di Filippo Fava, il proprietario della dimora.
A Palazzo Fava, i cugini Carracci decorarono, in questa prima occasione, due ambienti raffigurando in uno le Storie di Giove ed Europa e nell'altro le Storie di Giasone e Medea. Nonostante gli sforzi degli studiosi, ad oggi è pressoché impossibile distinguere con certezza le mani dei tre in questo ciclo pittorico.

### L'affermazione di Annibale in Emilia

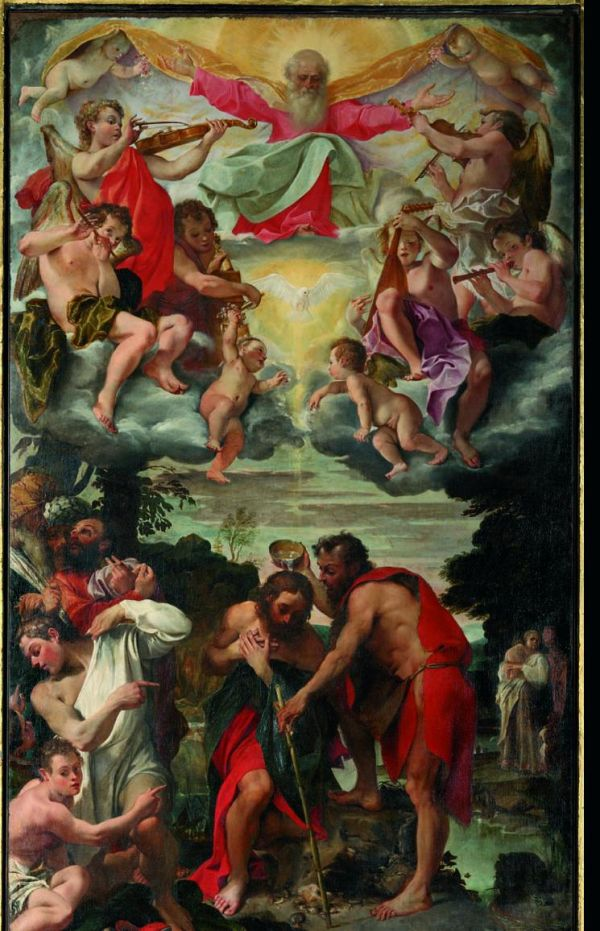
Annibale Carracci, Battesimo di Cristo, 1585, Bologna, chiesa di San Gregorio

Gli anni Ottanta del Cinquecento sono, per Annibale, anche anni di viaggio e saranno soprattutto due i soggiorni che ne segneranno i futuri sviluppi artistici. Prima Parma, dove il Carracci perfeziona la sua conoscenza della pittura del Correggio (e dove eseguirà delle opere) e poi Venezia, dove il giovane pittore resta ammirato dai capolavori dei grandi maestri veneziani del secolo che sta per chiudersi.
Correggio e successivamente il Veronese saranno, negli anni emiliani, i maggiori punti di riferimento per Annibale Carracci.
La prima opera significativa in cui si avverte l'influenza dell'Allegri è il Battesimo di Cristo, del 1585, realizzato per la chiesa di San Gregorio a Bologna. Altro, più evidente, omaggio al Correggio - e in particolare al Compianto Del Bono - è la Pietà con i santi Chiara, Francesco e Maria Maddalena, realizzata da Annibale nello stesso anno per la chiesa dei Cappuccini di Parma (e ora nella Galleria nazionale della stessa città).
In questo periodo Annibale dà prova di sé anche in commissioni diverse da quelle ecclesiastiche, come dimostra un'opera di notevole pregio, quale l'Allegoria della Verità e del Tempo (1584-1585).
Poco dopo ottiene importanti incarichi anche a Reggio Emilia, dove esegue, nel 1587, per la confraternita di San Rocco, una grande pala raffigurante l'Assunzione della Vergine.
Il contatto con Reggio Emilia, dove Annibale realizzerà più opere, è di capitale importanza per gli sviluppi futuri della sua vicenda artistica. È a Reggio, infatti, che Annibale entra in rapporti con Gabriele Bombasi, uomo legato alla corte di Ranuccio I Farnese, Duca di Parma, del quale era stato precettore. Si crea probabilmente così il legame con i Farnese che determinerà, di lì a non molti anni dopo, la chiamata di Annibale a Roma.

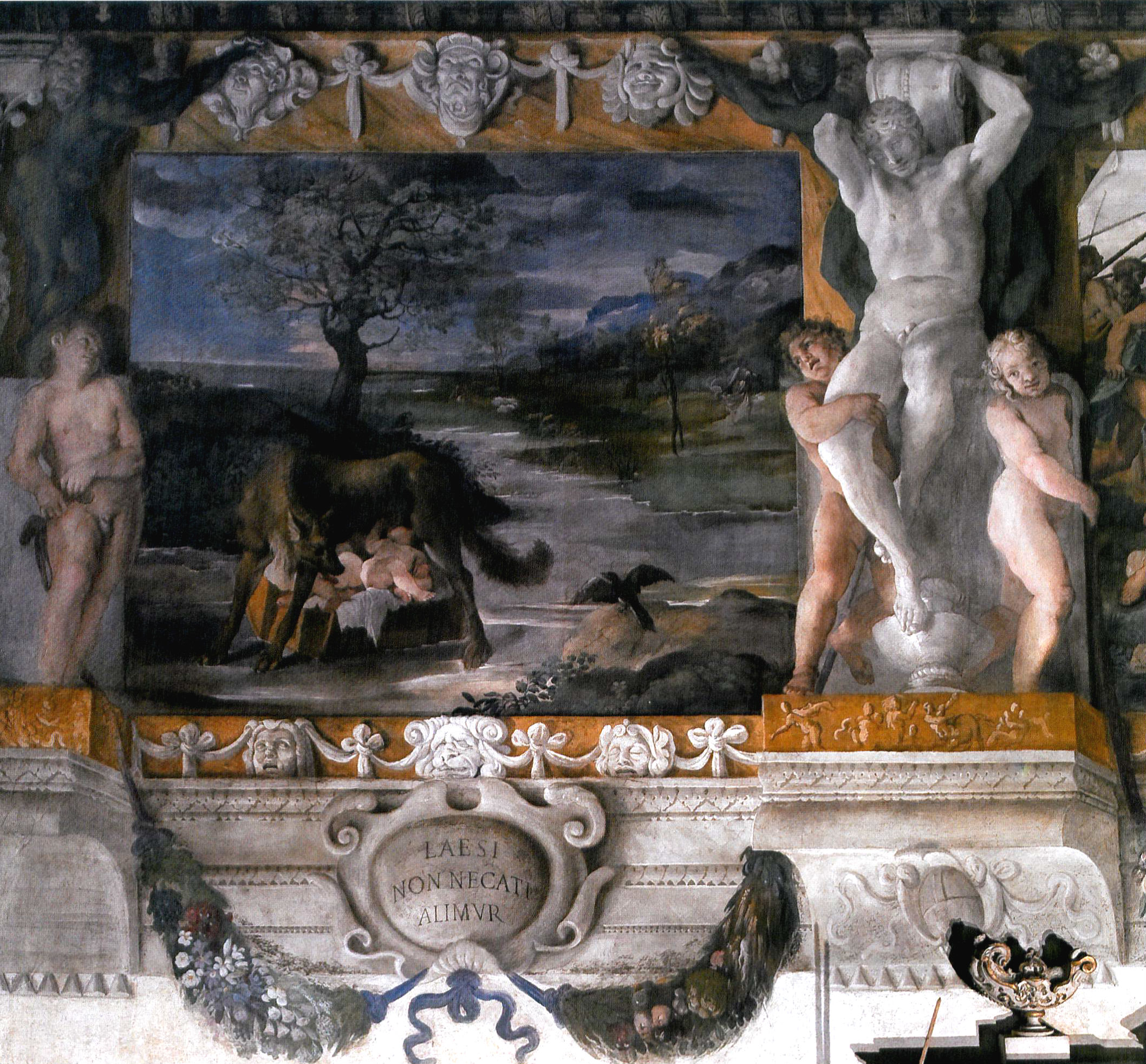
Romolo e Remo nutriti dalla lupa, 1589–1592, affreschi di Palazzo Magnani, Bologna

Intorno al 1588 la pittura di Annibale vira in modo deciso verso il gusto pittorico veneziano rappresentato in primis da Paolo Veronese. L'opera che inaugura questa nuova fase della parabola artistica è la Madonna in trono col Bambino e santi (opera anch'essa realizzata per Reggio Emilia e ora nella Gemäldegalerie di Dresda), che mostra una forte vicinanza con il Matrimonio mistico di santa Caterina d'Alessandria del Caliari (1575 circa), ora conservato presso le Gallerie dell'Accademia a Venezia. Negli anni a seguire e sino al suo trasferimento a Roma la pittura veneta sarà per Annibale un determinante punto di riferimento.
Tra il 1589 e il 1592, Annibale torna al lavoro con il fratello e il cugino per gli affreschi di Palazzo Magnani, a Bologna, ove i tre realizzano un fregio con le Storie della fondazione di Roma. Come nel precedente di Palazzo Fava, l'opera presenta, nei vari riquadri in cui si articola, una sostanziale unità stilistica e di conseguenza, anche in questo caso, l'attribuzione delle varie scene all'uno o all'altro dei Carracci non è oggetto di visioni condivise.
Nel 1593 il pittore realizza una pala d'altare raffigurante la Madonna col Bambino in trono e santi (nota anche come Pala di San Giorgio, dal nome della chiesa bolognese cui era originariamente destinata), dipinto in cui parte della critica ha visto un contributo più o meno ampio (a seconda delle diverse posizioni) dell'allievo Lucio Massari, ma che da ultimo è stato decisamente riattribuito alla piena autografia di Annibale.
Dello stesso anno è la Resurrezione di Cristo, opera di definitivo approdo alla maturità che si segnala anche per la maestria con la quale è raffigurato il gruppo dei soldati romani a guardia del sepolcro, in parte dormienti in parte stupefatti dall'evento, nel dipingere i quali Annibale dà un notevole saggio di abilità compositiva e di padronanza degli scorci.
All'incirca nel medesimo periodo, con il fratello e il cugino, Annibale torna a Palazzo Fava, luogo della prima opera comune dei Carracci, per affrescarvi un altro ambiente con un fregio dedicato alle Storie di Enea.
Verosimilmente tra il 1593 e 1594 si colloca un'ulteriore impresa con Ludovico e Agostino: la decorazione di Palazzo Sampieri a Bologna. Qui i tre dipingono in tre stanze affrescando in ogni ambiente una scena sul soffitto e una sulla fuga del camino.

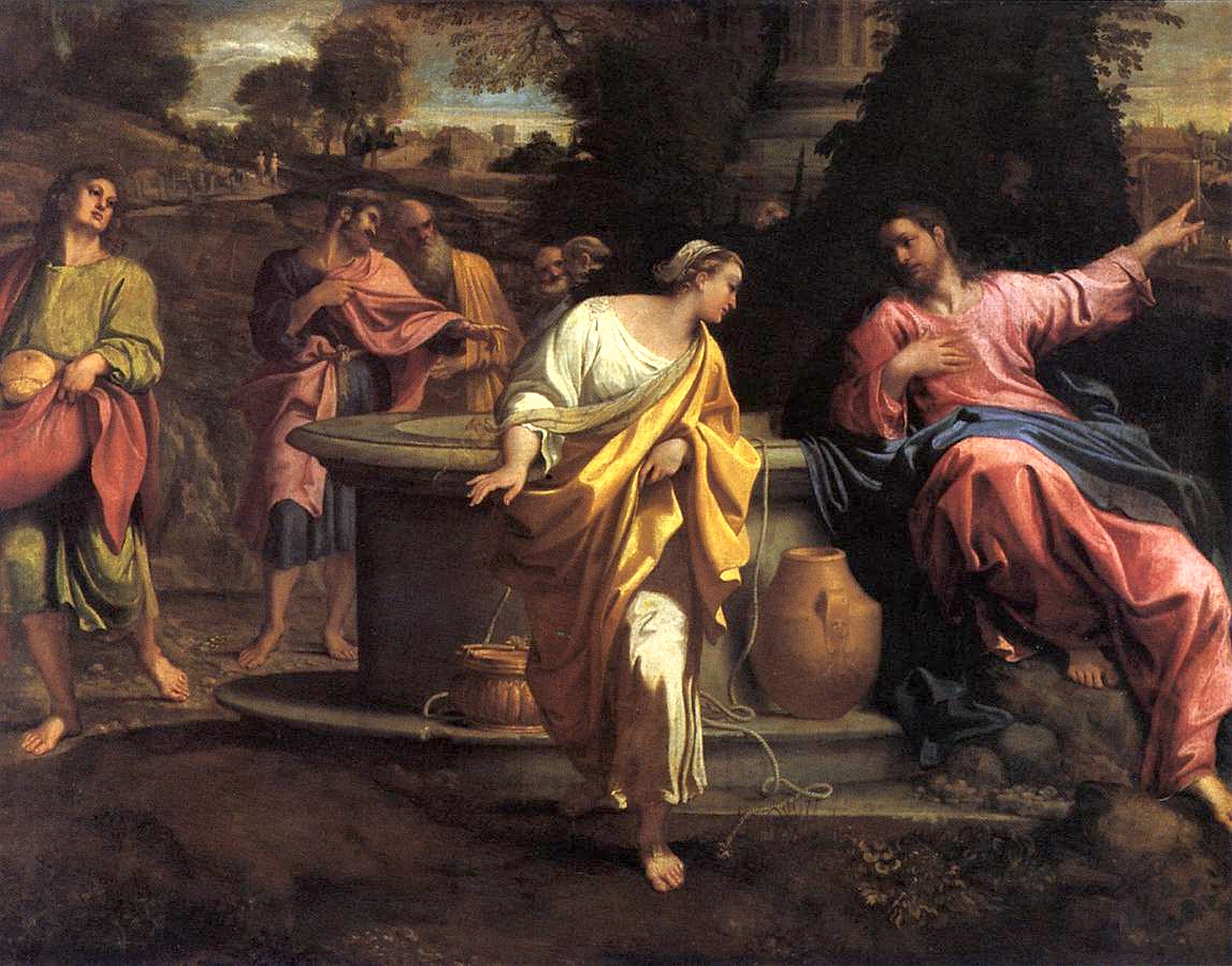
Annibale Carracci, Cristo e la Samaritana al pozzo, 1593–1594 circa, Pinacoteca di Brera, Milano

La commissione, oltre alla decorazione parietale, comprende la realizzazione di tre grandi tele – e anche in questo caso ognuno dei Carracci deve realizzarne singolarmente una – da utilizzare come sovrapporta, in ciascuna delle stanze oggetto della campagna decorativa.
Proprio nel sovrapporta, Annibale realizza un'opera mirabile quale il Cristo e la Samaritana al pozzo (oggi nella Pinacoteca di Brera).
Quanto agli affreschi, complessivamente dedicati alle storie di Ercole, sono di mano di Annibale la scena di Ercole guidato dalla Virtù (soffitto) e quella dove Ercole punisce Caco (sul camino).

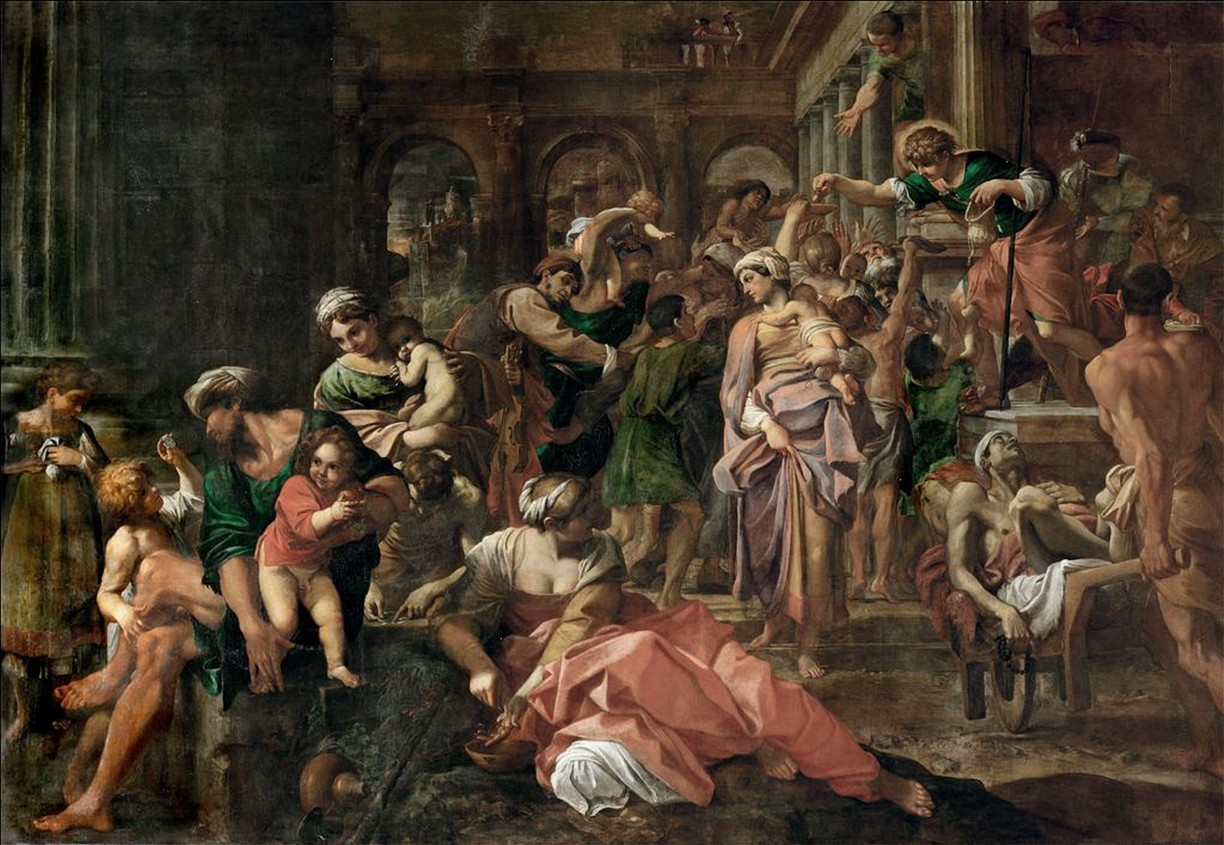
Annibale Carracci, Elemosina di san Rocco, 1595, Dresda, Gemäldegalerie Alte Meister

Opera di chiusura del periodo emiliano, capolavoro di questa fase dell'attività di Annibale Carracci, è l'Elemosina di san Rocco.
Il quadro, completato nel 1595 (benché commissionato molto tempo prima), fu realizzato di nuovo per la confraternita di San Rocco di Reggio Emilia (oggi è custodito presso la Gemäldegalerie Alte Meister di Dresda). È il dipinto (affreschi a parte) più grande del pittore e nella monumentale composizione una turba di umanità bisognosa e derelitta si approssima al santo che si spoglia di tutti i suoi averi.
Secondo Denis Mahon l'Elemosina di san Rocco è un testo di capitale importanza per la nascente pittura barocca: «the first great multifigured composition of the baroque» la definisce lo storico inglese.
L'opera, inoltre, dovette colpire profondamente i pittori dell'epoca come testimonia l'alto numero di incisioni che da questo quadro sono state tratte.

### La Controrifoma
Al termine di questa parabola il più giovane dei Carracci è uno dei pittori più richiesti e apprezzati nel panorama artistico bolognese (ed emiliano in genere). Tra le ragioni di questo successo è stata individuata anche la capacità di Annibale di entrare in sintonia con le nuove esigenze artistiche dettate dallo spirito controriformistico.
Del resto fu proprio a Bologna che, ad opera del cardinale Gabriele Paleotti, arcivescovo della città, venne redatto – proprio negli anni in cui Annibale esordiva – uno dei testi più significativi sui dettami dell'arte controriformata:  il Discorso intorno alle immagini sacre e profane (1582).
Si ritiene che l'inclinazione di Annibale per il vero e la sua ripulsa per l'artificiosità tardomanieristica gli abbiano fornito un rilevante e naturale atout per intercettare lo spirito dei tempi e imporsi sull'establishment artistico locale che, condizionato da tanti anni di "errori e perversità" (per dirla con le parole del Paleotti), non dimostrò la stessa capacità.

### Annibale a Roma

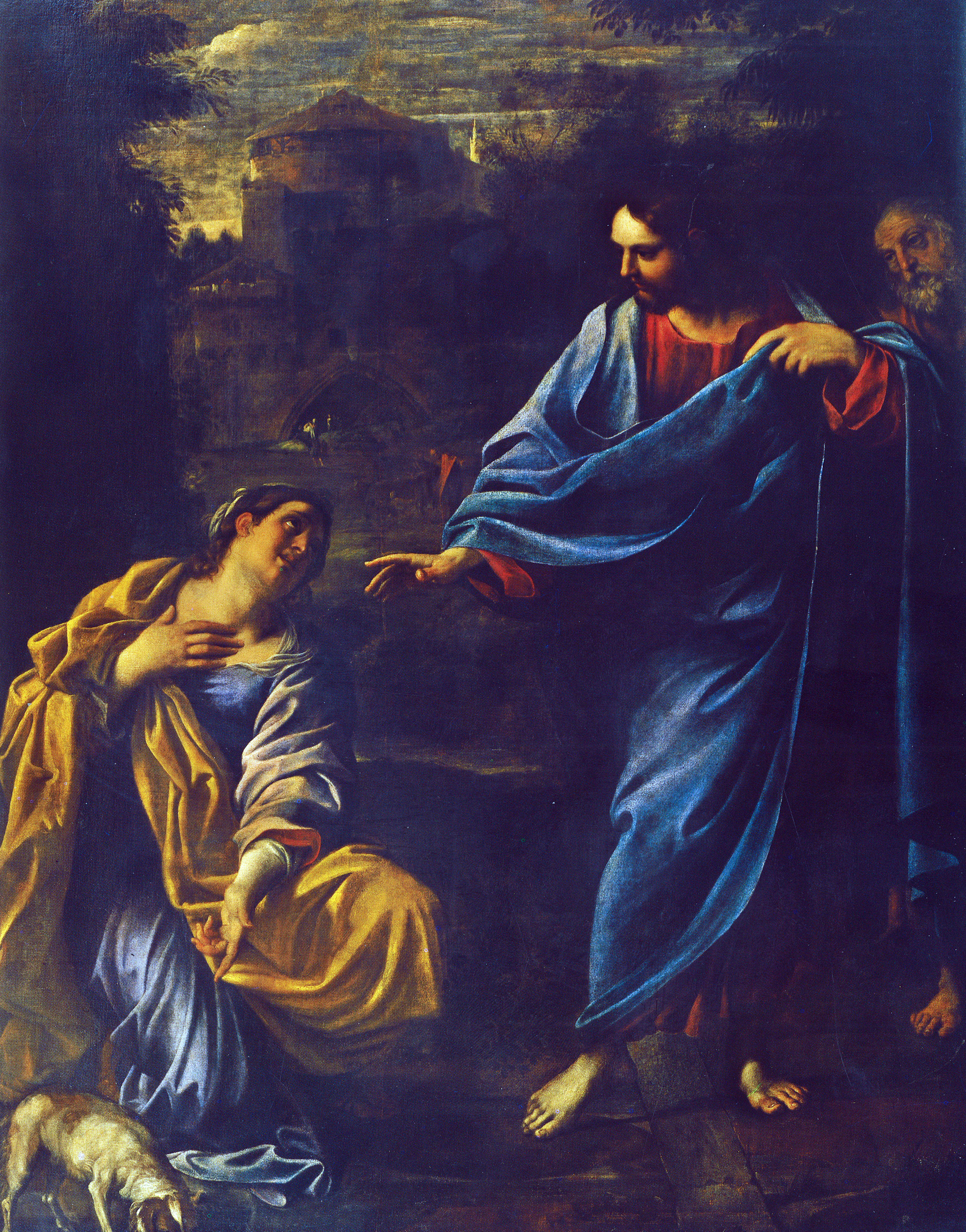
Annibale Carracci, Cristo e la Cananea, 1594-1595, Pinacoteca Stuard, Parma

Gli affreschi monumentali di Bologna e le altre opere emiliane diedero grande notorietà ad Annibale, tanto che il cardinale Odoardo Farnese, forse dietro consiglio del letterato reggiano Gabriele Bombasi che da anni conosceva bene il pittore, lo incaricò, con suo fratello Agostino, di decorare il piano nobile di Palazzo Farnese, a Roma.
Nella città Annibale ebbe un primo breve soggiorno nel 1594, forse per perfezionare gli accordi con il cardinal Farnese e farsi un'idea del luogo in cui avrebbe dovuto operare. Secondo alcune fonti, già in questa occasione egli eseguì un dipinto per il suo nuovo mecenate: si tratta del Cristo e la Cananea che fu collocato nella cappella privata di Palazzo Farnese (ora si trova a Parma) e che costituirebbe, quindi, la sua prima opera romana in assoluto, nonché la prima delle tante realizzate negli anni seguenti per il cardinal Odoardo.
Dopo questo primo contatto con Roma, Annibale fece ritorno in Emilia per concludere le incombenze rimaste in sospeso e (insieme al fratello) si trasferì stabilmente a Roma tra la fine del 1595 e l'inizio del 1596.
La sua fama in città cominciò a diffondersi grazie ad una commissione del Bombasi (affidatagli durante la prima campagna decorativa di Palazzo Farnese), riguardante la Santa Margherita realizzata per la cappella acquistata dal letterato reggiano nella chiesa di Santa Caterina dei Funari (dove tuttora si trova). Si tratta della prima opera pubblica romana di Annibale Carracci e, secondo Bellori, il dipinto riscosse anche l'ammirazione di Caravaggio che, «dopo essersi fermato lungamente a riguardarlo, si risolse, e disse: mi rallegro che al mio tempo veggo pure un pittore».

### La decorazione di Palazzo Farnese

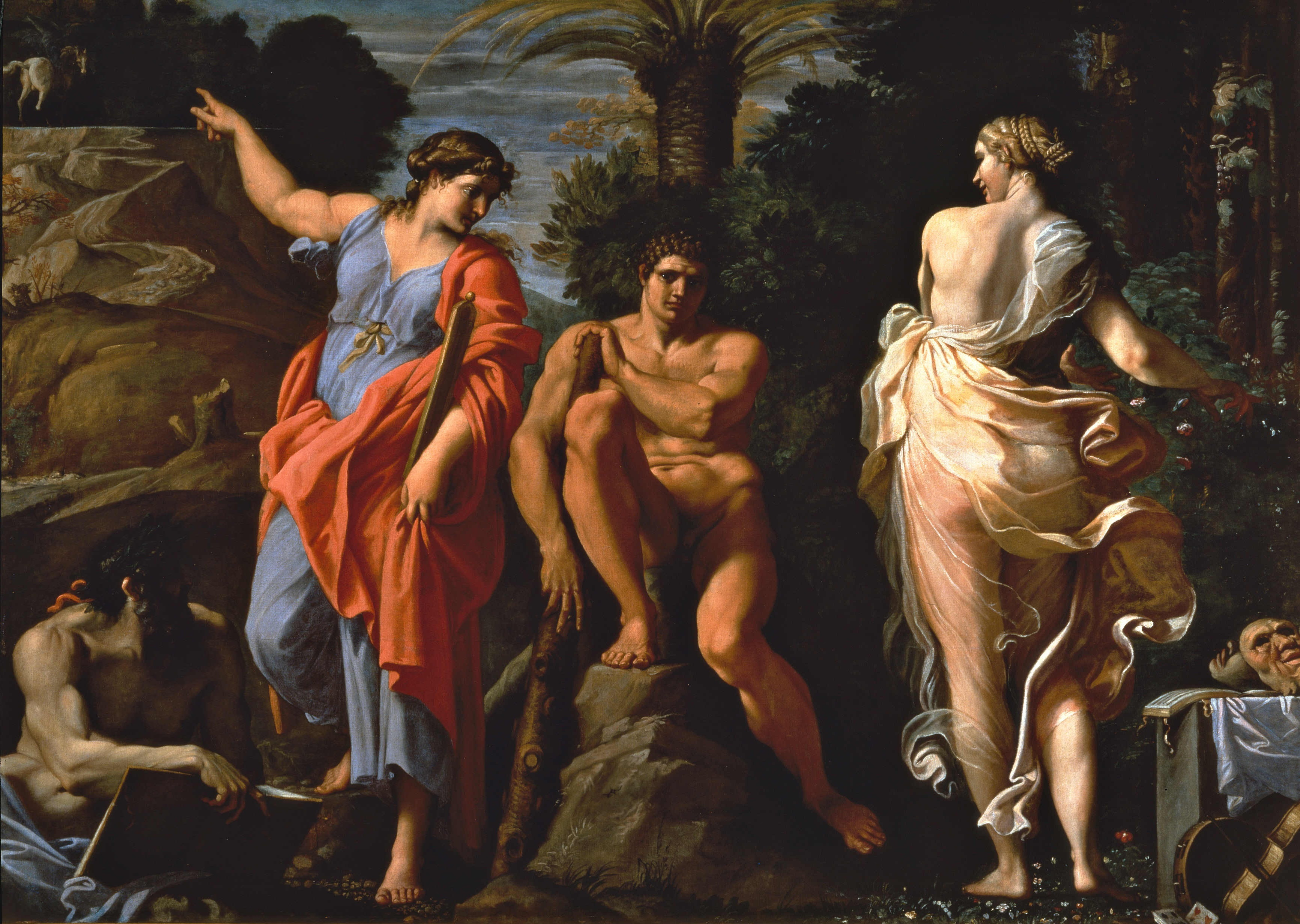
Annibale Carracci, Ercole al Bivio, 1595-1596, Museo di Capodimonte, Napoli

Il programma originario per la decorazione del palazzo dei Farnese, come ci informa una lettera del cardinale Odoardo a suo fratello Ranuccio, duca di Parma, avrebbe dovuto riguardare la celebrazione del valore militare di Alessandro Farnese, padre di entrambi e valente condottiero, copertosi di gloria nelle Fiandre alla guida delle armate imperiali. Programma, quindi, in linea di continuità con la celebrazione dei fasti della casata, avviata dal Salviati e completata da Taddeo Zuccari nel sesto decennio del XVI secolo.
Per ragioni non note questo progetto venne abbandonato e la campagna decorativa del palazzo ebbe avvio, verosimilmente nella tarda estate del 1595, partendo dal Camerino del cardinale, ove venne raffigurato un ciclo allegorico che per ha protagonista Ercole. Mirabile, nell'ambiente, come già rilevò il Baglione, è la decorazione monocroma a finto stucco.

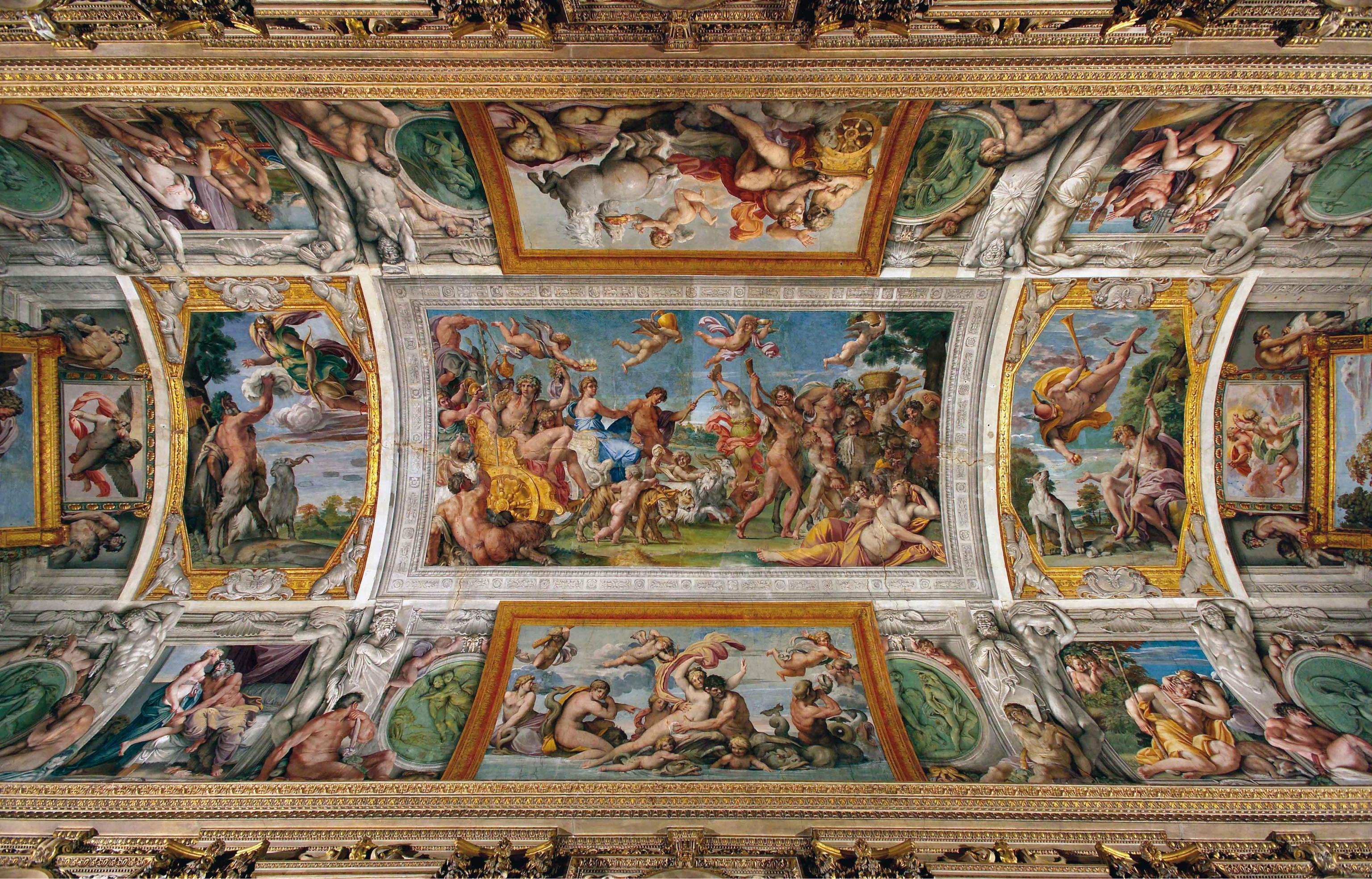
Annibale Carracci, Volta della Galleria Farnese, 1597-1601, Palazzo Farnese, Roma

Oltre alla decorazione ad affresco, ancora per il Camerino del cardinal Farnese, Annibale realizzò una grande tela raffigurante Ercole al bivio incastonata nel soffitto della stanza, dove la figura dell'eroe rimanda alla celebre statua dell'Ercole Farnese, allora ancora a palazzo (il dipinto venne poi rimosso dalla sua collocazione originaria e si trova oggi nel Museo di Capodimonte a Napoli).
Nello stesso Palazzo Farnese, Annibale, in questo caso coadiuvato da Agostino e probabilmente con l'intervento di alcuni aiuti, pose poi mano alla decorazione della Galleria. Il tema di questo celeberrimo ciclo di affreschi - culminante nella scena raffigurante il Trionfo di Bacco e Arianna al centro del soffitto - è Gli Amori degli dèi e secondo una seguita ipotesi esso venne realizzato per celebrare le nozze tra il duca di Parma Ranuccio Farnese, fratello del cardinale Odoardo, e Margherita Aldobrandini, nipote di Clemente VIII.
La fonte iconografica utilizzata è, in gran parte, da rintracciarsi nelle Metamorfosi di Ovidio, ma il compiuto significato allegorico del ciclo non è ancora del tutto svelato se non per la generale celebrazione della forza dell'amore che tutto condiziona (l'omnia vincit amor virgiliano), compreso il destino degli dèi.
Gli affreschi farnesiani - vertice assoluto della vicenda artistica di Annibale Carracci - ispireranno successivamente altri grandi artisti, quali Lanfranco, Pietro da Cortona, e successivamente Andrea Pozzo e Giovan Battista Gaulli, autori tutti di spettacolari volte affrescate - in chiese e palazzi - che sono tra le più mirabili produzioni della pittura barocca, di cui gli Amori di Annibale sono l'incunabolo.

### Altre opere per i Farnese

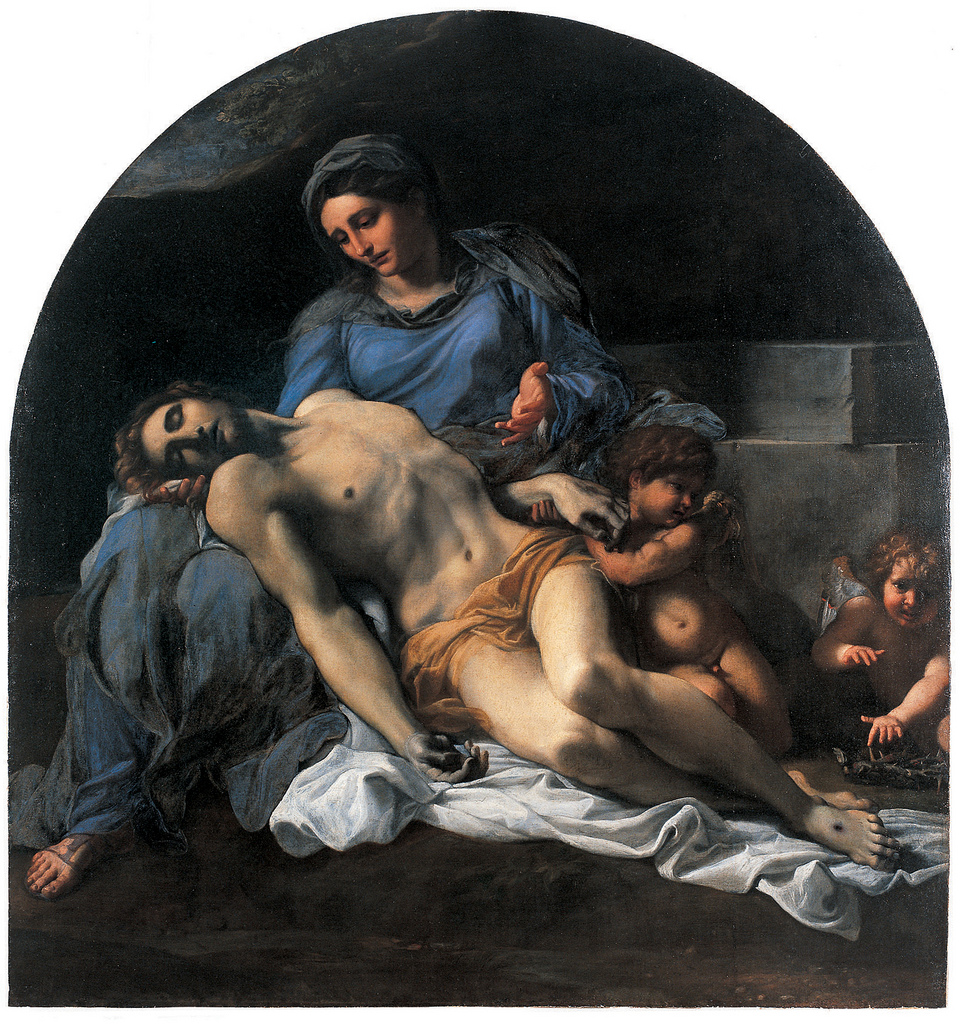
Annibale Carracci, Pietà, 1598-1600, Museo di Capodimonte, Napoli

Come attesta una lettera di un allievo di Annibale, il suo rapporto con i Farnese non si limitò alla sola decorazione del palazzo, ma fu assai simile a quello di un pittore di corte. Annibale, infatti, stipendiato dal cardinale Farnese (pare in modo assai modesto, come si desume dalla stessa lettera) si occupava di tutte le “esigenze figurative” della casata, realizzando quadri, progettando apparati effimeri per le feste, finanche disegnando le suppellettili usate a palazzo. 
Significativa a questo riguardo è la realizzazione da parte di Annibale dei disegni per una coppa d'argento che riscosse notevole ammirazione, ovvero la stesura da parte sua dei disegni utilizzati per la tessitura di paramenti sacri per conto del cardinale Odoardo.

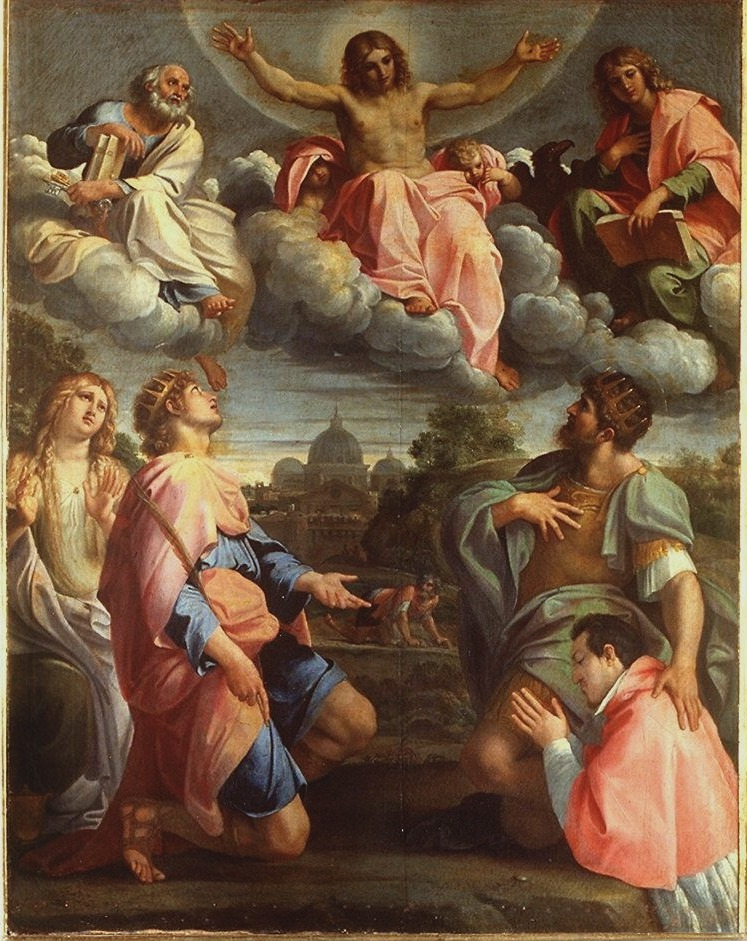
Annibale Carracci, Cristo in Gloria con santi ed Odoardo Farnese, 1597, Galleria Palatina, Firenze

Tra le opere pittoriche realizzate per i Farnese nell'ambito di questo rapporto, particolare menzione deve essere fatta di una splendida Pietà, sostanzialmente coeva alla decorazione della volta della Galleria Farnese. L'opera è unanimemente considerata uno dei capolavori maggiori del Carracci e venne verosimilmente eseguita per una cappella privata dei Farnese, forse nello stesso palazzo romano, forse per una delle diverse dimore periferiche della casata (ora la tela è nel Museo di Capodimonte).
In questo magistrale dipinto Annibale fonde l'eredità correggesca, richiamando nuovamente il Compianto Del Bono, con un vigore dei corpi e un nitore di disegno prettamente romani. 
Evidente, inoltre, è l'omaggio alla Pietà vaticana di Michelangelo, di cui Annibale riprende la composizione piramidale del gruppo e la posa della Vergine.
Oltre a soddisfare le esigenze celebrative di Odorado, con la decorazione del palazzo, e quelle devozionali, con le opere di carattere religioso, Annibale attese ad esaudirne anche i desideri figurativi più strettamente privati. È il caso della sensualissima Venere dormiente con amorini, ora al Museo Condé di Chantilly, opera elogiatissima da Giovanni Battista Agucchi, prelato e amatore d'arte bolognese al servizio di Pietro Aldobrandini, e della tela con Rinaldo e Armida (ora a Capodimonte), rimarchevole anche in quanto è una delle più precoci rappresentazioni pittoriche tratte dalla Gerusalemme liberata di Torquato Tasso.
Annibale, infine, dovette prestare il suo pennello anche alle ambizioni politiche più alte del cardinal Farnese. Nel Cristo in Gloria con santi ed Odoardo Farnese (Galleria Palatina), sant’Edoardo, patrono e primo re d'Inghilterra, presenta il Farnese al Redentore. Secondo un'interpretazione della composizione, essa alluderebbe al desiderio di Odoardo Farnese di ottenere (forte della sua discendenza, per parte materna, dai Lancaster) l'investitura a re d'Inghilterra. Ambizione frustrata da Clemente VIII che si limitò a conferirgli solo l'evanescente titolo di protettore di quel regno.

### Altre committenze romane

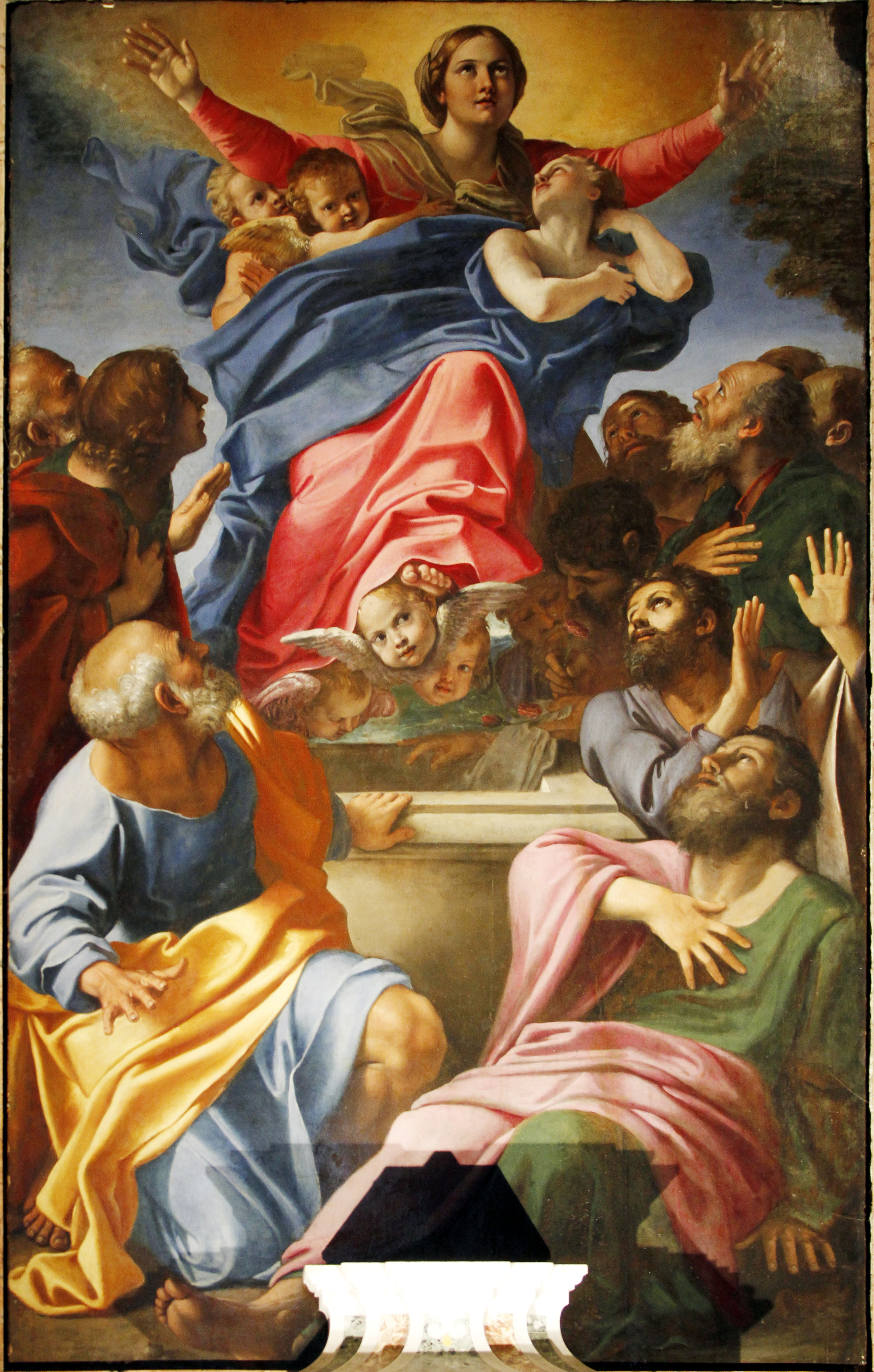
Annibale Carracci, Assunzione della Vergine,1600-1601, Basilica di Santa Maria del Popolo, Roma

Il rapporto con i Farnese non fu però esclusivo, come dimostra l'allogazione ad Annibale, contemporaneamente alla decorazione della volta della Galleria Farnese o subito dopo la sua conclusione, della pala d'altare della cappella funeraria del monsignor Tiberio Cerasi, tesoriere della Camera apostolica, sita nella basilica di Santa Maria del Popolo, ancora oggi nota come cappella Cerasi.
La pala raffigura l'Assunzione della Vergine e presenta affinità sia con la celeberrima tela di Tiziano, di identico tema, della basilica veneziana dei Frari sia con la non meno celebre Trasigurazione di Raffaello.
Questa tavola del Carracci è famosa anche perché “dialoga” con gli ancor più noti laterali di Caravaggio, siti nella stessa cappella, raffiguranti la Crocifissione di san Pietro e la Conversione di san Paolo.
Altro importante rapporto di committenza romano, diverso dai Farnese, fu quello con gli Aldobrandini, per i quali Annibale dipinse diverse opere come una Incoronazione della Vergine (1600 circa), ora Metropolitan Museum of Art, di New York - dipinto che nella composizione su due livelli e nella disposizione semicircolare della schiera angelica cita la raffaellesca Disputa del Sacramento - e il Domine, quo vadis? (1601), ora alla National Gallery di Londra.
Tavola, quest'ultima, che per il forte aggetto prospettico della figura di Cristo (nella posa del braccio destro, nella croce scorciata in profondità, nell'incedere del passo) - che occupa scultoreamente lo spazio pittorico -, è probabilmente frutto di una riflessione del Carracci sulle tele di Caravaggio della Cappella Cerasi, nelle quali il Merisi eccelse anche nella resa tridimensionale degli episodi raffigurati. Il dipinto suscitò l'entusiasmo del committente Pietro Aldobrandini che compensò riccamente il pittore.
Sempre per gli Aldobrandini, si impegnò a decorarne la cappella privata di palazzo (opera poi completata dagli allievi).
Ulteriore rilevante commissione romana, non proveniente dai Farnese, è l'allogazione della decorazione ad affresco della cappella Herrera, presso la chiesa (oggi non più esistente) di San Giacomo degli Spagnoli. Impresa che in verità, più che da Annibale, fu portata a compimento dagli allievi, col particolare contributo di Francesco Albani. Forse, è almeno in parte del Carracci, invece, la pala d'altare fatta per cappella Herrera, raffigurante San Diego di Alcalà presenta il figlio di Juan de Herrera a Gesù (1606 circa).

### I paesaggi

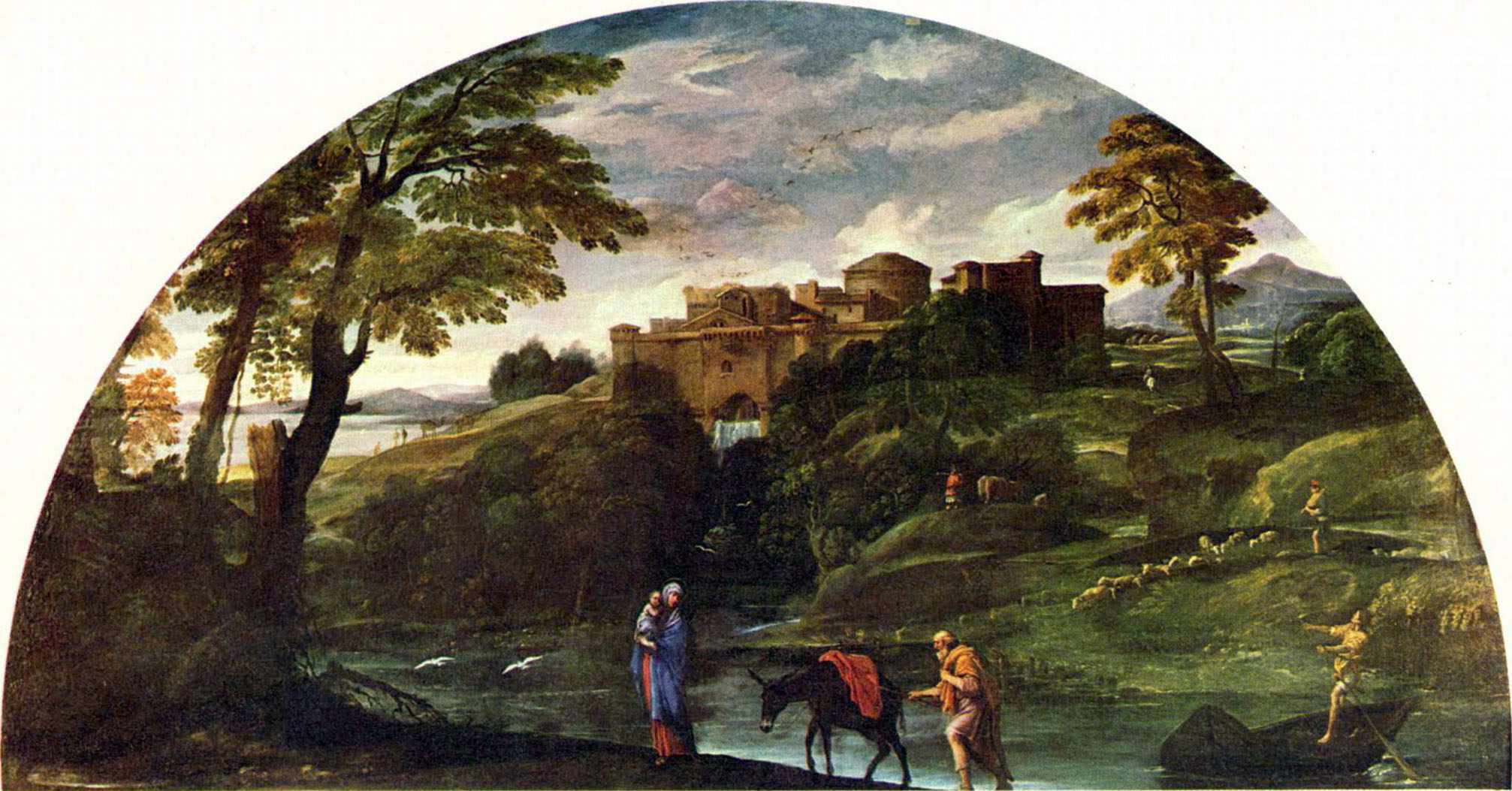
Annibale Carracci, Paesaggio con la fuga in Egitto, 1602-1604, Galleria Doria Pamphilj, Roma

Già il Bellori, nelle sue Vite (1672), considerava che Annibale Carracci nel raffigurare i paesaggi «ha superato ogn'altro eccettuando Tiziano». Nelle sue prime prove da paesaggista – ad esempio nelle scene di caccia e di pesca oggi al Louvre – Annibale si rifece a precedenti veneti, ma a Roma elaborò un nuovo tipo di paesaggio, definito come paesaggio classico o moderno, che superava le precedenti coniugazioni di queste genere, nordiche e italiane.
L'innovazione di Annibale sta nel raggiungimento di un equilibrio tra la natura e l'uomo che la abita e la trasforma evitando al tempo stesso che gli elementi paesistici si limitino a fare da mero sfondo a soggetti di altro genere.
Infatti, a lui, come riconosce la storiografia quasi unanime  (già a partire dal Burckhardt nel suo Il Cicerone - 1853/54), è dovuta una nuova concezione della pittura di paesaggio che la sottrae dal novero dei generi minori.
Il capolavoro di Annibale in questo genere è il Paesaggio con la fuga in Egitto, tela databile tra il 1602 e il 1604, realizzata per la cappella di Palazzo Aldobrandini. In questa ideale finestra aperta sull'Agro romano inondato da una luce autunnale, l'episodio sacro quasi scompare nell'amplissimo paesaggio che lo avvolge e vi è piena armonia tra l'elemento naturale e quello architettonico che si fondono in un tutto.
Debitori di Annibale saranno i maggiori paesaggisti del Seicento quali il Domenichino, Nicolas Poussin e Claude Lorrain, fino ad arrivare a Salvator Rosa: pittori che portarono questo genere ad uno dei livelli più alti che esso abbia mai raggiunto.

### La ritrattistica

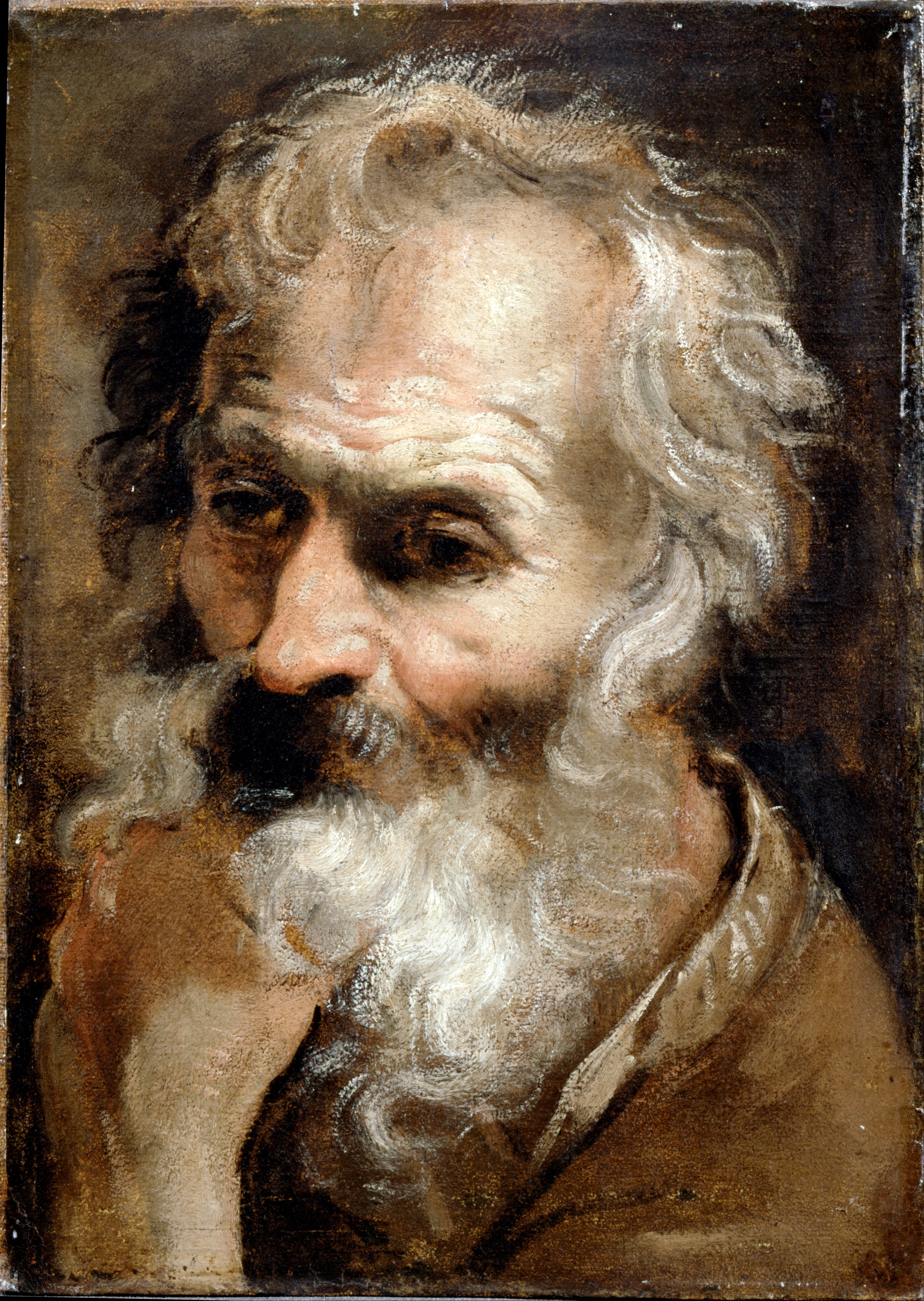
Annibale Carracci, Ritratto di vecchio, 1590-92, Dulwich Picture Gallery, Londra

Parte significativa dell'attività ritrattistica di Annibale Carracci è costituita da autoritratti dello stesso artista. Annibale, infatti, fu tra i pittori che maggiormente si autoritrasse, quasi consentendoci di assistere all'evoluzione della sua vita, non solo per l'aspetto strettamente fisionomico, ma anche per i mutamenti emotivi che negli autoritratti delle diversi fasi della sua esistenza si colgono. E in questo anticipò Rembrandt, che anch'egli ci ha lasciato innumerevoli autoritratti.
I ritratti veri e propri di Annibale sono caratterizzati il più delle volte da un tono informale e nella maggior parte dei casi i soggetti effigiati sono persone comuni, giovani e vecchi, cui, spesso, è impossibile dare un nome.
L'attività ritrattistica di Annibale è strettamente associata alla sua continua ricerca del vero: l'intento dell'artista fu quello di restituire la reale fisionomia della persona effigiata, senza alcun abbellimento o enfatizzazione del ruolo sociale di questa. Ne è prova anche la tecnica di molti dei suoi ritratti: spesso si tratta di disegni (di un grado di finitezza tale da lasciar presumere che non si tratti solo di preparativi) o di olii su carta, supporto che facilita una più fluida riproduzione dell'essenza fisionomica della persona ritratta.
A questo aspetto si collega anche un'altra caratteristica della ritrattistica di Annibale, costituita dal fatto che alcune delle sue prove in questo genere sembrano molto vicine a degli studi di espressione. Tra queste, particolarmente suggestivi sono due ritratti di donne cieche (dei primi anni Novanta del Cinquecento), verosimilmente dipinti per una pia istituzione bolognese, dedita all'assistenza dei non vedenti, fondata dal cardinale Gabriele Paleotti. Si tratta di due rilevanti esempi dell'approccio naturalistico al ritratto di Annibale Carracci.
Tra le ultime probabili acquisizioni al catalogo ritrattistico di Annibale, si segnala il Ritratto di monsignor Giovanni Battista Agucchi (York Art Gallery), prelato e amatore d'arte bolognese nonché uno dei più vivaci intelletti del suo tempo. Per il dipinto, a lungo ritenuto del Domenichino, è stata autorevolmente proposta, ricevendo considerevoli consensi,  l'autografia di Annibale, sia per ragioni stilistiche, sia cronologiche. Il ritratto di Monsignor Agucchi spicca nella produzione ritrattistica di Annibale non solo per qualità esecutiva, ma anche perché l'unico, allo stato attuale delle conoscenze, collocabile con certezza nel periodo romano del pittore.
Dichiarato ammiratore della ritrattistica di Annibale è stato uno dei più grandi artisti del Novecento, Lucian Freud. All'influenza sui ritratti di Freud della produzione del Carracci è stata dedicata la mostra Painting from Life: Carracci Freud, svoltasi a Londra nel 2012 con il patrocinio della Dulwich Picture Gallery.

### Le incisioni

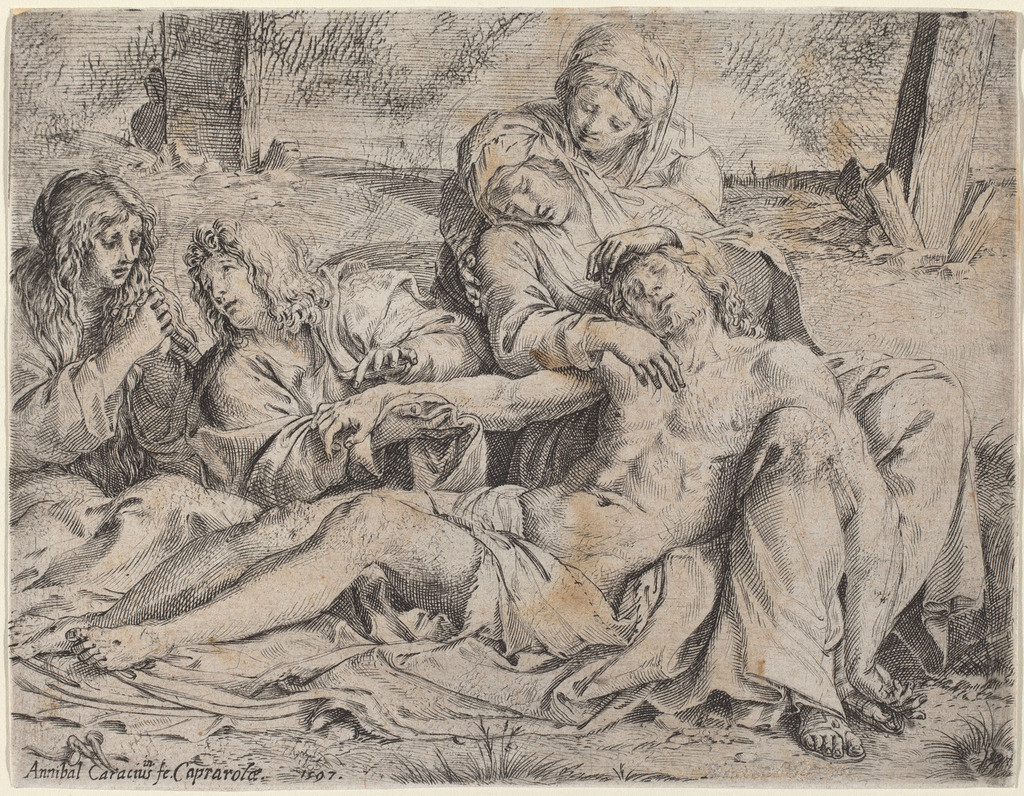
Annibale Carracci, Pietà di Caprarola, acquaforte, bulino e puntasecca, 1597, National Gallery of Art, Washington

Annibale Carracci eccelse anche come incisore, attività che esercitò, sia pure con delle interruzioni, sostanzialmente lungo tutto l'arco della sua vicenda artistica, in questo forse spinto anche dall'esempio del fratello Agostino, valente e prolifico incisore a sua volta.
Le sue stampe si segnalano, oltre che per la qualità estetica, anche perché Annibale fu tra i pochi, al suo tempo, a produrre quasi esclusivamente incisioni originali, cioè basate su composizioni create ad hoc, mentre la prevalente attività incisoria contemporanea era, al contrario, di gran lunga dedicata ad una pratica di traduzione, cioè a produrre incisioni tratte da preesistenti dipinti, per lo più celebri.
Tra le incisioni più belle e apprezzate del Carracci, forse quella più nota, si segnala la Pietà di Caprarola (1597), così definita perché il nome del borgo della Tuscia compare (a partire dal secondo stadio) a fianco alla firma di Annibale e dove potrebbe essere stata eseguita durante un probabile soggiorno presso la celebre dimora estiva dei Farnese. L'incisione è esemplificativa sia delle riflessioni di Annibale sul tema della Pietà sia dell'influenza che lo stile di Correggio continuò ad avere sulla sua produzione di quegli anni.
Secondo alcuni autori, alcune delle creazioni grafiche di Annibale Carracci avrebbero influenzato anche Rembrandt che fu, tra l'altro, uno dei massimi incisori del Seicento. Influenza che si coglie, in particolare, nella Sacra Famiglia del Van Rijn (1632), ispirata, secondo questa prospettazione, dall'incisione con la Sacra Famiglia e san Giovannino, realizzata da Annibale nel 1590, altro suo celebrato capolavoro in ambito grafico. 
Nella composizione, probabilmente a sua volta derivata dalla Madonna del sacco di Andrea del Sarto, Annibale cala nell'episodio sacro anche un momento di tenera umanità.
Proprio all'arte incisoria, il Carracci dedicò alcune delle poche opere certamente collocabili durante il periodo della sua infermità (dal 1605 in poi). Tra queste si annovera la Madonna della scodella (del 1606) che, per l'ampio numero di copie note e per la circostanza che il Sassoferrato, ancora a distanza di decenni dalla realizzazione dell'incisione, la riprodusse in un dipinto (Glasgow Museums), dovette riscuotere notevole apprezzamento.

### I disegni

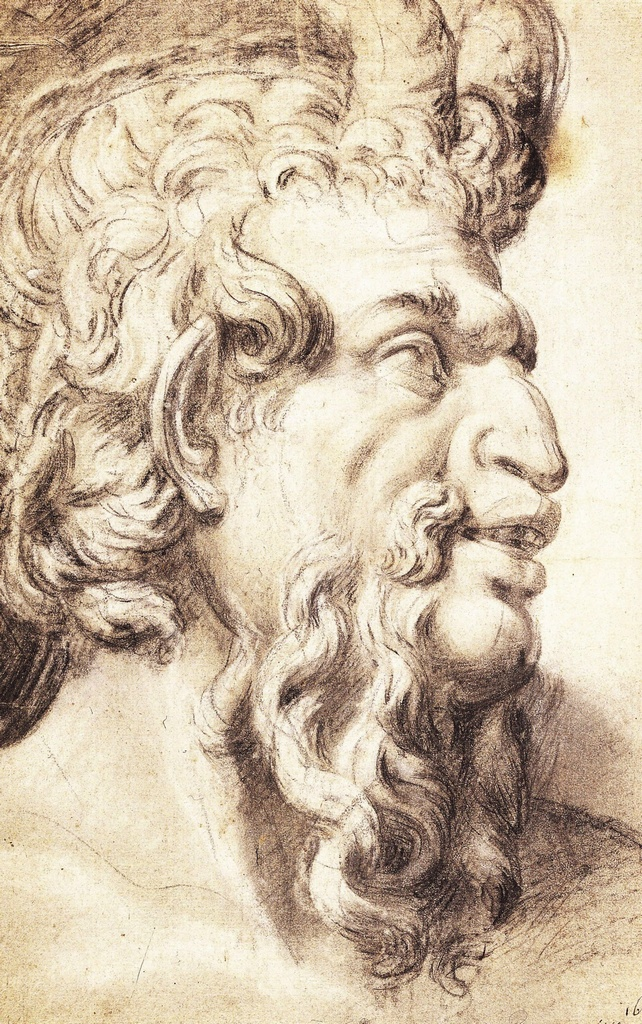
Annibale Carracci, Satiro, 1595-1600, Parigi, Louvre

Il più giovane dei Carracci praticò il disegno sia come esercizio, disegnando dal vero o copiando opere antiche, sia come mezzo di studio e preparazione di dipinti o incisioni – molteplici, ad esempio, sono i disegni preparatori della Galleria Farnese –, ma anche come opera finita in sé. A questo ultimo proposito si segnalano in particolare diversi ritratti e alcuni paesaggi.
Tra i disegni tratti dall'antico, particolare menzione meritano la raffigurazione di un satiro, derivata dalla statua di Pan e Dafni (o Olimpo) di proprietà dei Farnese, e la bellissima riproduzione della testa della statua di Niobe, facente parte del gruppo dei Niobidi, un tempo a Villa Medici, sul Pincio, e ora agli Uffizi.
Quest'ultima è probabilmente il modello seguito da Guido Reni per il volto della madre in fuga (sulla destra del dipinto) nella sua Strage degli innocenti.
Impresa disegnativa di Annibale particolarmente conosciuta è quella de Le Arti di Bologna, per la quale creò una serie di disegni che descrivono il lavoro per strada degli artigiani e dei venditori ambulanti della sua città natale.
L'opera ci è nota quasi per intero tramite le stampe che ne trasse l'incisore parigino Simon Guillain (1618 - 1658), edite in volume nel 1646. La serie ebbe grande successo, come dimostra il numero di edizioni succedutesi nel tempo, e rivestì un ruolo di rilievo per gli sviluppi futuri della pittura di genere italiana.

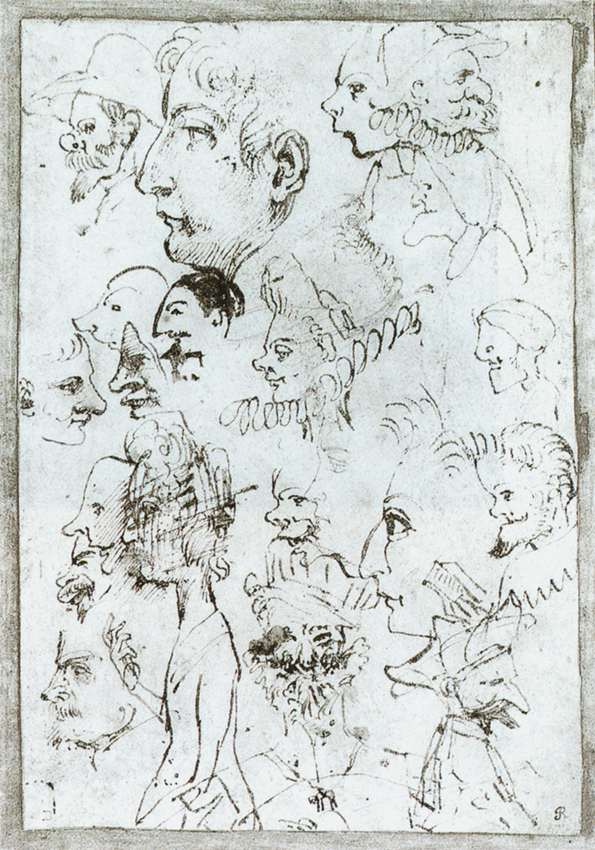
Annibale Carracci, Caricature, Londra, Britsh Museum

L'apprezzamento dei disegni di Annibale fu costante presso collezionisti e intenditori. Anche nei periodi in cui la fortuna critica del Carracci, tra Settecento ed Ottocento, scemò grandemente, i suoi disegni fecero eccezione e continuarono a riscuotere generale ammirazione.

### Le caricature
Ad Annibale (ed Agostino) è attribuita l'invenzione della caricatura in senso moderno, cioè l'ideazione di ritrattini carichi (così li definisce la letteratura secentesca sul Carracci) in cui le caratteristiche fisionomiche di un individuo, e in special modo i suoi difetti, sono esasperati (per l'appunto caricati) sino ad ottenere un effetto ridicolo.
Probabilmente questa invenzione parte dalla ricerca fisionomica, cui Annibale in particolare si dedicò soprattutto agli inizi della sua attività, in cui venne inserito l'elemento burlesco e comico.
Tra le testimonianze più celebri dell'attività di Annibale in questo genere vi è un foglio di caricature (talvolta attribuito ad Agostino Carracci), datato intorno al 1595 (British Museum), in cui compaiono i volti di uomini e donne dalle fattezze deformate e grottesche. Nel prelato nell'angolo inferiore destro del foglio del British si ipotizza possa individuarsi una caricatura di Giovanni Battista Agucchi.

### La malattia e la morte di Annibale

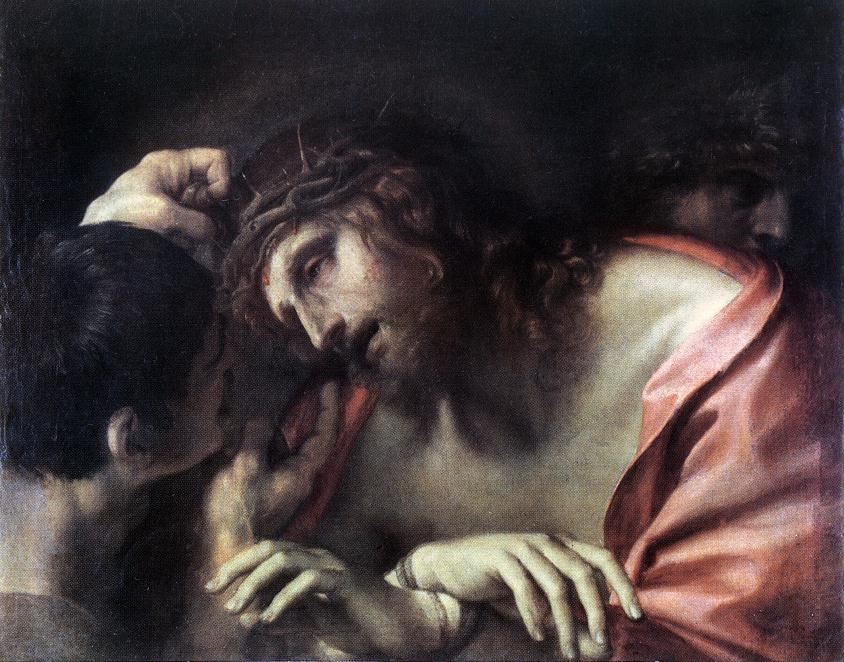
Annibale Carracci, Cristo incoronato di spine, 1598-1600, Pinacoteca Nazionale di Bologna

Come risulta da varie fonti, Annibale Carracci cadde, a partire dal 1605, in uno stato di profonda prostrazione che Giulio Mancini descriverà come «estrema malinconia accompagnata da una fatuità di mente e di memoria che non parlava né si ricordava». Stato mentale che in termini moderni ha fatto pensare ad una grave sindrome depressiva.
Le fonti sono discordi sulle cause di questo malessere: secondo alcuni autori la depressione di Annibale sarebbe stata causata dall'irriconoscenza di Odoardo Farnese per il suo lavoro, altri alludono a non meglio specificati disordini amorosi. Locuzione quest'ultima che, unitamente alla descrizione dei sintomi, ha indotto alcuni storici a prendere in considerazione la possibilità che Annibale possa aver contratto la sifilide.
Quali che fossero le ragioni della melanconia di Annibale, questo stato patologico influì sulla sua ultima produzione che si fece più rara e, in alcuni casi disomogenea, per il frequente ricorso ad aiuti, anche se, più complessivamente, l'esatta cronologia delle ultime opere del Carracci è ancora oggetto di molti dubbi e incertezze.
Significativa testimonianza della sostanziale improduttività di Annibale determinata dal deterioramento della sua salute si rinviene in uno scambio epistolare del 1605 tra Odoardo Farnese e il duca di Modena Cesare d'Este. Questi infatti era in attesa di ricevere una tela del Carracci con una Natività e si era quindi rivolto al Farnese affinché sollecitasse il pittore. La risposta del cardinale fu che «quando Annibale Carracci sia rihavuto da una infirmità mortale che ha havuto li giorni passati, et che lo tiene tuttavia interdetto dalla pittura, Vostra Altezza resterà servita». Così non avvenne, dal momento che Annibale non completò mai questo dipinto.
La profonda afflizione degli ultimi anni lo accompagnò sino alla morte, pare senza remissioni significative. Annibale Carracci si spense il 15 luglio 1609, dopo aver compiuto un viaggio a Napoli le cui ragioni sono ancora misteriose.
La data e le circostanze della morte di Annibale sono state tramandate da una lettera del suo grande sostenitore Giovanni Battista Agucchi, ove, tra l'altro, il prelato porta un estremo omaggio al maestro bolognese considerando che: «Io non so qual sia l'opinione degli uomini di coteste parti, ma per confessione dei primi pittori di Roma egli era il primo che vivesse al mondo nella sua arte; e quantunque da cinque anni di qua non abbia potuto lavorare quasi niente, nondimeno riteneva il suo solito giudizio e conoscimento».
Il giorno del funerale, sul catafalco funebre fu appoggiato il suo Cristo incoronato di spine, realizzato circa un decennio prima. Fu sepolto, come da sua volontà, nel Pantheon, a fianco alla tomba di Raffaello.
Sul luogo della sepoltura è ancora possibile leggere l'iscrizione fatta apporre nel 1674 da Carlo Maratta che commemora l'egual valore di Annibale e di Raffaello, di cui in quel tempo si era convinti, ma la loro diversa fortuna:
Giovan Battista Marino salutò la morte di Annibale Carracci con questo madrigale: «Chi die' l'esser al nulla, ecco che ‘n nulla è sciolto. Chi le tele animò, senz'alma giace. Al gran Pittor, che porse spesso a i morti color senso vivace, Morte ogni senso ogni color ha tolto: ben tu sapresti or forse farne un altro, Natura, eguale a quello, s'avessi il suo pennello».

## Gli allievi

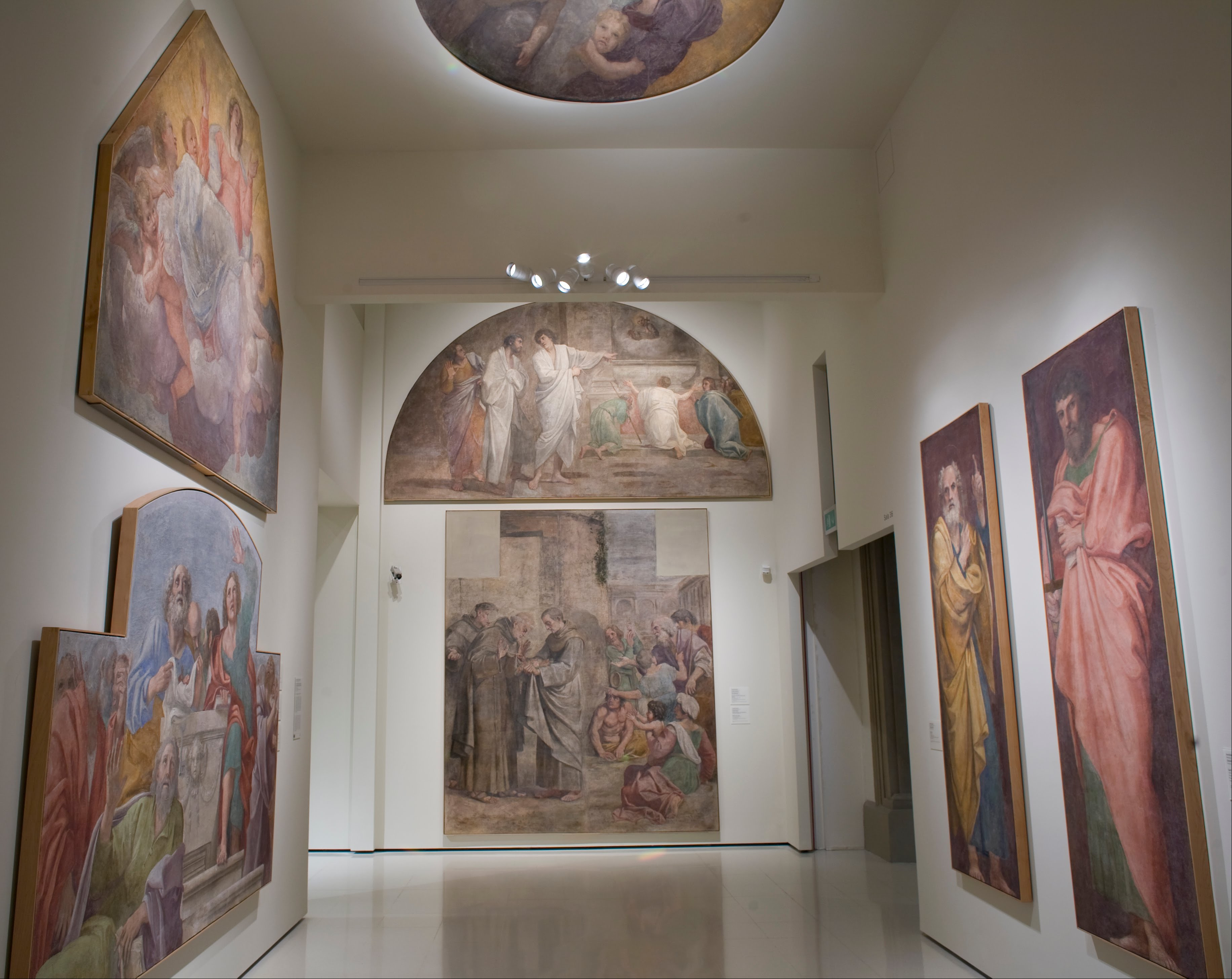
Affreschi della Cappella Herrara, 1605-1606, MNAC, Barcellona. Si tratta di una delle ultime commissioni ricevute da Annibale Carracci. All'esecuzione provvidero, su progetto di Annibale, pressoché esclusivamente gli allievi.

Furono allievi e collaboratori di Annibale Carracci (ma anche di suo fratello e di suo cugino) pittori che si riveleranno tra i migliori artisti del XVII secolo. Pressoché tutti di area bolognese ed emiliana, operarono lungamente a Roma che riempirono di capolavori. Come Annibale eccelsero nell'arte dell'affresco, fondamentale medium della pittura italiana già nel medioevo e nel Rinascimento, che grazie a loro venne traghettata anche nell'epoca barocca, posto che gli altri grandi iniziatori di questo nuovo stile, come Caravaggio e Rubens, non si dedicarono mai a questa tecnica.
I nomi più noti di questa scuola sono: Guido Reni, Sisto Badalocchio, Giovanni Lanfranco, Francesco Albani, il Domenichino.
Ad eccezione del Reni, che frequentò l'accademia carraccesca a Bologna per poi avviare una brillante carriera autonoma,  gli altri seguirono Annibale anche a Roma (che raggiunsero nei primi del Seicento) e fino alla morte del maestro fecero stabilmente parte della sua bottega. Negli ultimi anni della sua vita Annibale, ormai malato e poco attivo, si avvarrà molto del loro notevole talento.
Fu in questa fucina che ebbero incubazione sia gli esiti più alti del classicismo seicentesco (raggiunti dal Reni e dal Domenichino) sia le più immaginifiche invenzioni propriamente barocche (sviluppate dal Lanfranco).
Collaboratore meno dotato di questi maestri ma a lungo vicino ad Annibale fu Innocenzo Tacconi.
Degno di menzione tra i collaboratori minori del Carracci appare anche Antonio Maria Panico (anch'egli bolognese). Benché si tratti di un pittore oggi poco noto, le fonti su Annibale (Bellori e Malvasia) gli dedicano un certo spazio. Interessanti sono soprattutto le annotazioni di Bellori che attestano l'intervento di Annibale in un'opera del Panico (La Messa di Paolo III, nella chiesa del Salvatore a Farnese) o la possibilità che alcuni dipinti ritenuti opera dell'allievo, siano in realtà del maestro. Tra queste si segnala in particolare una grande Crocifissione con san Francesco e sant'Antonio da Padova (National Gallery of Ireland).
Anche il figlio di Agostino, Antonio Carracci, dopo la morte del padre (1602) entrò nella bottega romana dello zio Annibale. Data la sua presumibile giovanissima età all'avvio di questa esperienza (ma in verità la sua data di nascita è incerta) è probabile che egli, nella bottega dello zio, abbia avuto un ruolo marginale.

## La fortuna critica

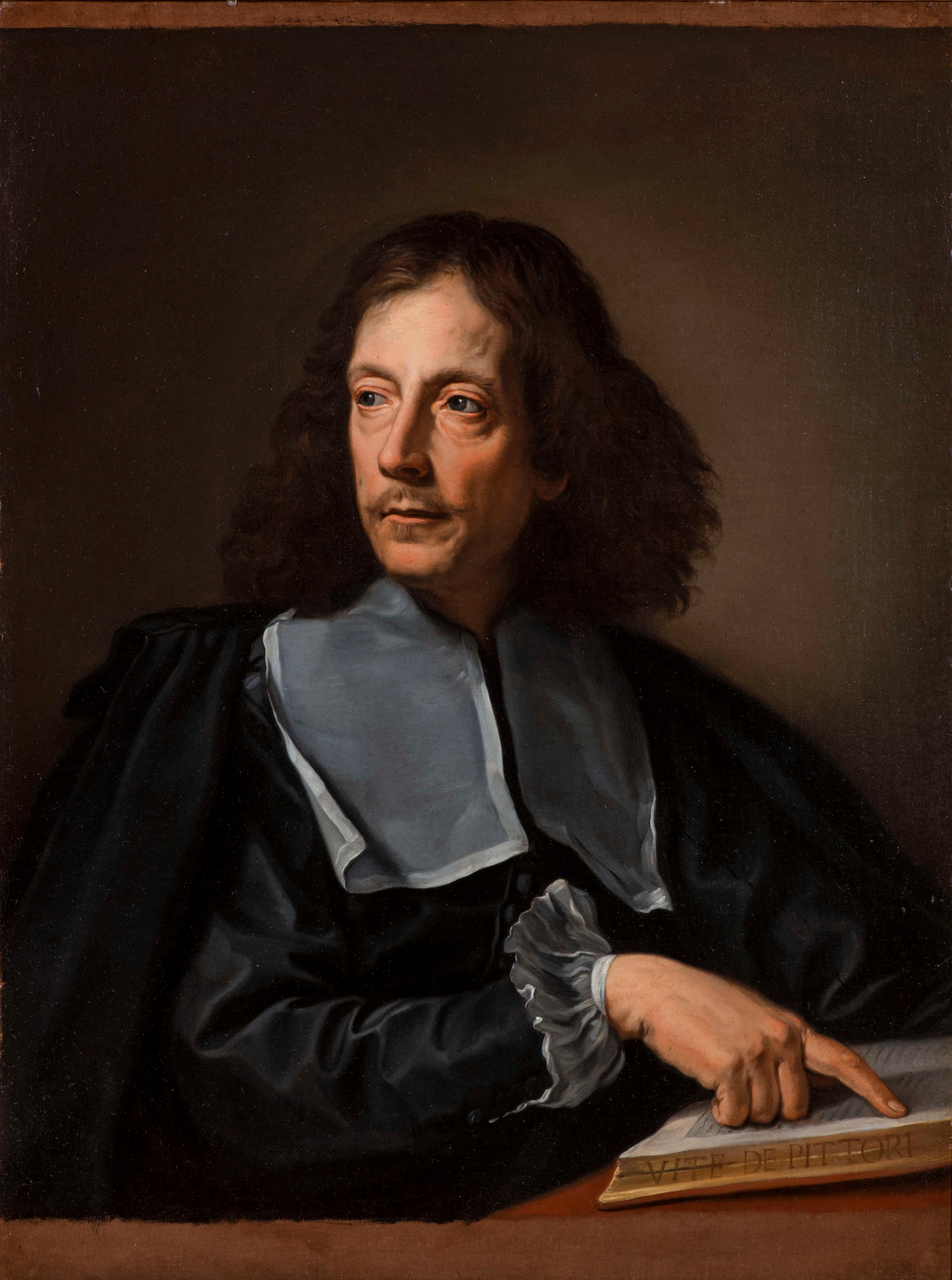
Giovan Pietro Bellori ritratto con le sue Vite (Carlo Maratta, 1672 circa). La sua visione dell'opera di Annibale Carracci ha influenzato profondamente il successivo giudizio critico sul pittore bolognese.

La fortuna critica di Annibale Carracci fu ampia presso i suoi contemporanei, a partire dal giudizio di Giovanni Pietro Bellori che, nella sua prolusione all'Accademia di San Luca, raccolta nello scritto «L'idea del pittore, dello scultore, e dell'architetto» (1664), indicò in Annibale il miglior interprete dell'ideale di bellezza che è compito degli artisti perseguire. Bellezza che, nella visione del Bellori (che rimanda a concetti molto più risalenti e mostra un debito nei confronti delle teorie di Giovanni Battista Agucchi), deve sì partire dalla natura, ma deve elevarsi ad essa, non potendo l'artista, secondo questa impostazione, limitarsi alla sola riproduzione del reale quale esso appare agli occhi.
Per il Bellori, per l'appunto, l'opera del più giovane dei Carracci, e in particolare la sua produzione romana, è l'esempio da seguire per raggiungere questo obiettivo.
Elevato, così, a campione del bello ideale, il Carracci divenne il Nuovo Raffaello, cioè l'acme della pittura del suo tempo. Di pari passo, la sua opera - e in particolare gli affreschi della Galleria Farnese - assurse a testo imprescindibile nella formazione del gusto pittorico barocco.
Questo giudizio entrò in profonda crisi alla fine del Settecento e quasi per tutto l'Ottocento. In questo torno di tempo, Annibale Carracci divenne il caposcuola di quello che fu definito, a partire dal Winckelmann, eclettismo, concetto che assumerà sempre più valenza negativa. In sostanza, questo punto di vista degradò l'opera del Carracci alla sola fusione di stili diversi, negandogli vera capacità creativa.
Nel Novecento si assiste ad un lento e parziale recupero del valore di Annibale Carracci. Aprì questa rivalutazione Hans Tietze, storico di formazione viennese, che nel 1906 dedicò un saggio alla decorazione della Galleria Farnese, interrompendo così un lunghissimo silenzio critico sull'opera del maestro bolognese. Tappa ancor più significativa fu la pubblicazione da parte di Denis Mahon dei suoi Studies in Seicento Art and Theory (1947).

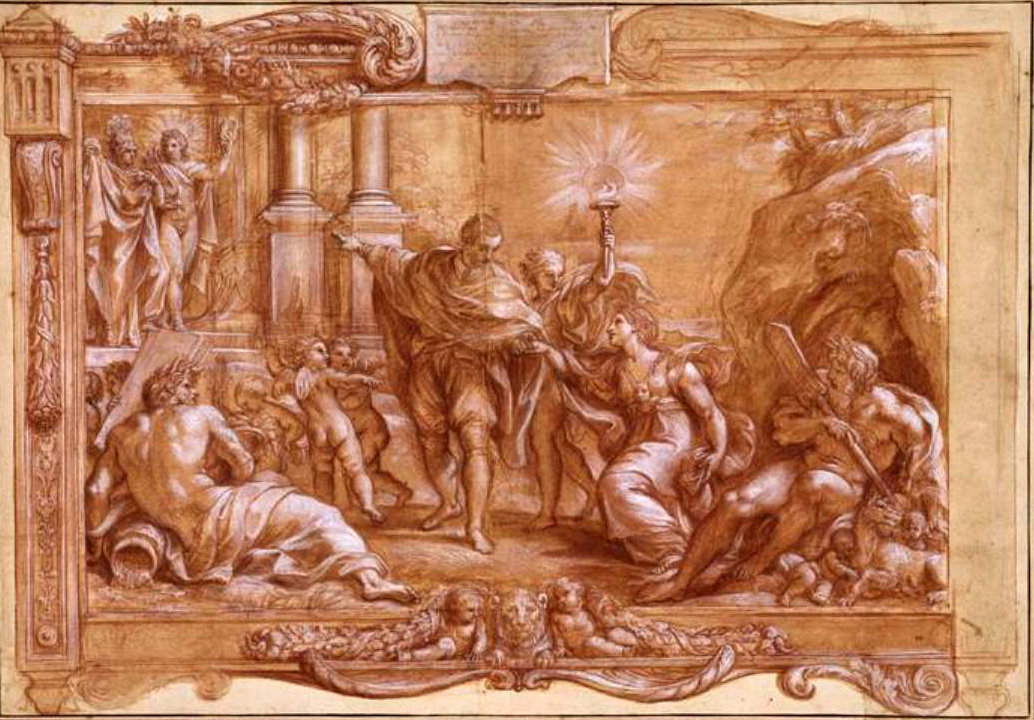
Carlo Maratta, Apoteosi di Anniballe Carracci, risollevatore della Pittura, Dipartimento di Arti grafiche del Louvre

Se questi studi ebbero il merito di riaccendere l'attenzione sull'arte del Carracci (ormai quasi dimenticata), essi, tuttavia, ne fornirono una visione in una certa misura deformante. Infatti, ponendosi in linea di continuità con l'antica visione belloriana, questo primo processo di rivalutazione individuò nell'Annibale Carracci "romano" il capofila della corrente classicista della pittura barocca italiana, antitetica alla corrente verista, il cui fondatore è Caravaggio. In tal modo, però, si obliterava la forte tensione al vivo da cui, a Bologna, anche Annibale era partito e che egli perseguì con decisione, specie negli anni antecedenti al suo trasferimento a Roma.
Si creò, così, una visione dicotomica della parabola artistica di Annibale Carracci, che scisse in termini piuttosto netti il periodo romano e classicista, contrassegnato dall'assimilazione di Michelangelo, di Raffaello e dell'antico, dagli anni bolognesi – tanto influenzati dalla pittura padana e veneziana e animati da una forte tensione verista – che vennero sostanzialmente minimizzati come esperienze giovanili, superate, poi, dall'artista una volta giunto a Roma.
La mostra sui Carracci, tenutasi a Bologna nel 1956 presso il palazzo dell'Archiginnasio, favorì un primo recupero critico anche dell'attività pre-romana di Annibale, ma rimase fermo il topos storiografico che vedeva nella sua vicenda creativa una drastica soluzione di continuità – da verista “lombardo” a classicista raffaellesco – conseguente al suo approdo sulle sponde del Tevere. Anche la fondamentale monografia di Donald Posner (1971), benché testo per molti versi ancora imprescindibile per lo studio di Annibale Carracci, avallò (e consolidò) questa concezione.
Solo in tempi relativamente vicini, anche riprendendo un'intuizione di Roberto Longhi formulata già nel 1934, si è andata delineando una valutazione critica più matura dell'opera del più giovane dei Carracci. Giudizio che coglie la sua grandezza nell'aver Annibale saputo inventare uno stile propriamente italiano, armonizzando le tante strade indicate dalle scuole locali che lo hanno preceduto e riuscendo, al tempo stesso, ad evitare che questo programma artistico si risolvesse in una sterile riproposizione del passato. Anzi, aprendo le porte ad una nuova era della storia dell'arte: il barocco.
In questa chiave, benché il lungo, definitivo, soggiorno a Roma ne abbia naturalmente influenzato e arricchito lo stile, minor credito ha l'idea di una drastica cesura tra Bologna e Roma, anche perché, come gli studi più recenti stanno acquisendo, il trasferimento nella città dei papi non significò affatto l'abbandono, da parte di Annibale, dei suoi modelli settentrionali, né, almeno in parte, della sua ricerca realista.
In questa stessa chiave, anche il luogo comune di un Annibale Carracci in tutto antitetico all'altro gigante della pittura italiana del primo Seicento, Michelangelo Merisi, inizia ad essere oggetto di rivisitazione critica, cogliendosi tra i due maestri – pur tra le evidenti e profonde differenze di stili, di interessi artistici e di traiettorie umane e creative – anche punti di contatto e reciproche influenze, percepibli soprattutto durante l'iniziale soggiorno romano di entrambi che fu quasi contemporaneo. Anni durante i quali, a Roma, opere come gli affreschi della Galleria Farnese o il Ciclo di san Matteo della Cappella Contarelli segneranno per i secoli a venire la pittura d'Italia e d'Europa.

## Opere
Il catalogo delle opere di Annibale Carracci fu modernamente sistematizzato essenzialmente da Donald Posner nel suo fondamentale studio Annibale Carracci: A Study in the reform of Italian Painting around 1590 (Londra, 1971).
La fonte di gran lunga prevalente seguita dal Posner a tal fine sono state le Vite del Bellori. Il progredire degli studi, tuttavia, sta dimostrando che altre fonti, sinora, forse, sottovalutate (tra le quali in particolare la Felsina Pittrice del Malvasia, ma anche molti inventari secenteschi) hanno consentito di rintracciare quadri di Annibale mai menzionati dal biografo romano. Il catalogo delle opere di Annibale Carracci, quindi, verosimilmente non può dirsi ancora definitivo, non potendosi affatto escludere,  con il miglioramento dello sfruttamento di fonti sinora sottoutilizzate, possibili nuove aggiunte.

### Attribuzioni incerte

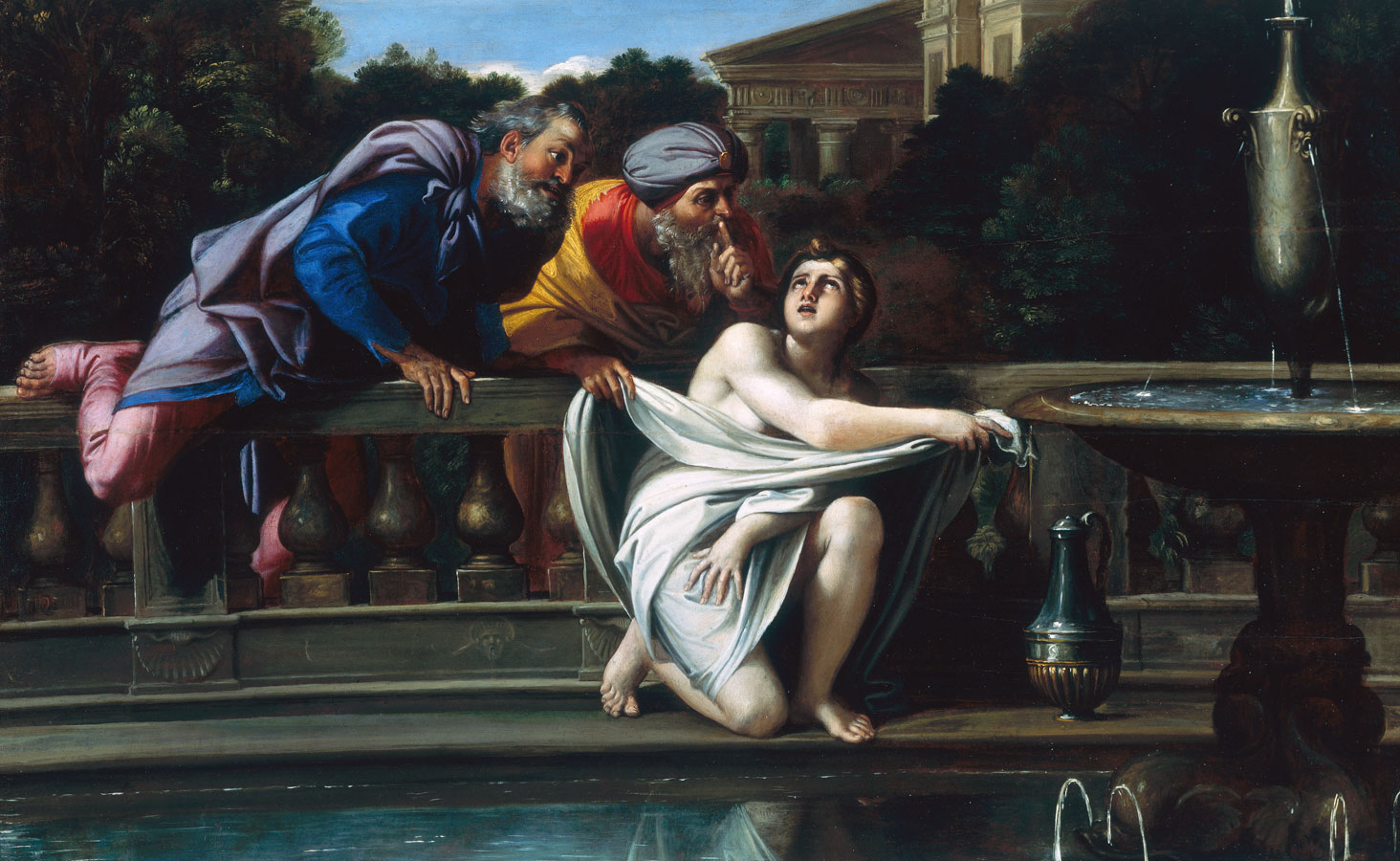
Annibale Carracci o Domenichino?, Susanna e i Vecchioni, 1600-1605, Roma, Galleria Doria Pamphilj

A causa della lunga collaborazione con il cugino e con il fratello e del frequente ricorso al contributo degli allievi, specie nei suoi ultimi anni romani, vi sono alcune opere la cui attribuzione ad Annibale divide la critica.
Di alcuni dipinti si discute se si tratti dell'originale di Annibale ovvero della copia di un allievo, mentre in altri casi l'incertezza è tra Annibale o suo cugino Ludovico.
Tra i primi si può menzionare la Susanna e i Vecchioni della Galleria Doria Pamphilj, prevalentemente ritenuta una copia del Domenichino, ma da alcuni studiosi attribuita ad Annibale, o una Adorazione dei Pastori (National Gallery of Scotland), egualmente incerta tra l'autografia di Annibale o la copia dello Zampieri.
Al secondo gruppo appartiene la notevole Flagellazione di Cristo del Musée de la Chartreuse di Douai che alcuni studiosi hanno ritenuto opera di Annibale Carracci, ma per la quale ora prevale l'idea della paternità del più anziano cugino, oppure la Flora della Galleria Estense.
Problemi simili si registrano anche tra Annibale ed Agostino. Un esempio è la Diana e Atteone di Bruxelles, la cui attribuzione all'uno o all'altro dei fratelli è oggetto di pareri diversi.